# St. Lamberti (Münster)

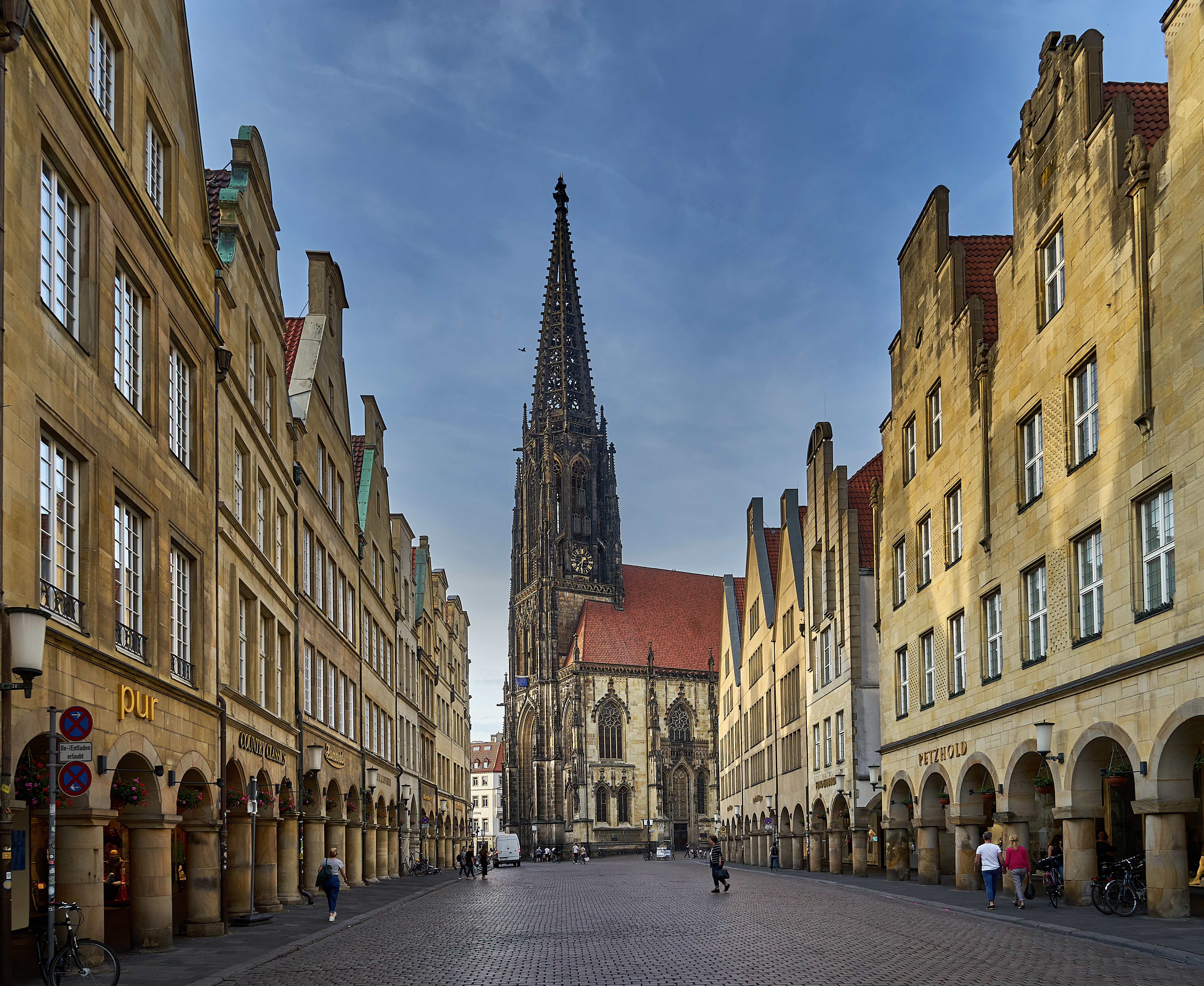
Blick auf St. Lamberti vom Prinzipalmarkt

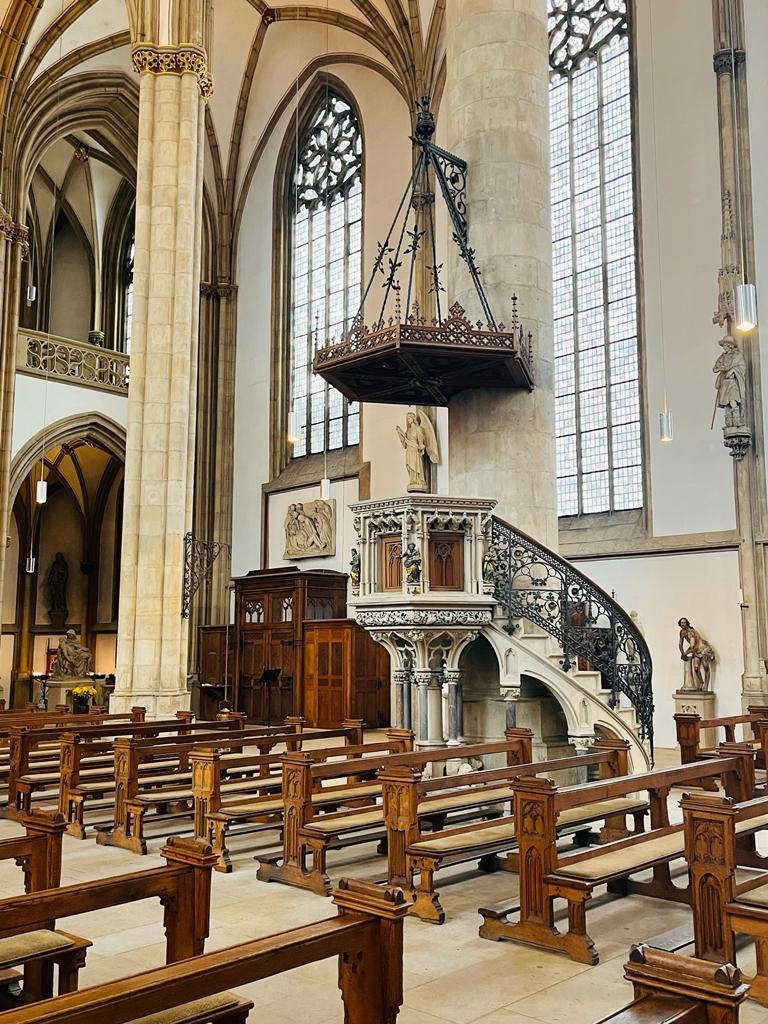
Blick ins Kirchenschiff und auf die Kanzel

St. Lamberti ist eine römisch-katholische Pfarrkirche im Stadtkern von Münster (Westfalen). Sie wurde zwischen 1375 und 1525 als Markt- und Bürgerkirche erbaut und bildet den nördlichen Abschluss des Prinzipalmarktes; örtliche Kaufleute finanzierten den Bau. St. Lamberti ist das bedeutendste sakrale Gebäude der westfälischen Spätgotik. Namensgeber ist der heilige Lambert von Lüttich. Ihre Pfarrgemeinde gehört zum Stadtdekanat Münster des Bistums Münster.
Eine Besonderheit sind drei am Turm befestigte Eisenkörbe. In ihnen wurden 1536 die Leichname der drei Anführer des Täuferreichs von Münster Jan van Leiden, Bernd Krechting und Bernd Knipperdolling zur Schau gestellt, nachdem sie auf dem Platz vor der Kirche öffentlich gefoltert und hingerichtet worden waren.
Von 21 Uhr bis Mitternacht (außer dienstags) bläst halbstündlich ein Türmer oder eine Türmerin zur vollen und halben Stunde ein Horn. Das Amt besteht seit 1379. Seit 2014 übt es Martje Thalmann aus, als erste Frau in der Geschichte der Lambertikirche.

## Lage
Die Lambertikirche steht am Kreuzungspunkt alter Straßen: Sie markiert das nördliche Ende des Prinzipalmarkts, weiter schließt sich nahtlos der Roggenmarkt an. In direkter Nachbarschaft der Kirche befand sich, inmitten des Roggenmarktes, bis Anfang des 20. Jahrhunderts die Häuseransammlung des Drubbels. Nach Osten liegen der Alte Fischmarkt und die Salzstraße.
Zwischen der Kirche und der Salzstraße liegt der Lambertikirchplatz mit dem Lambertibrunnen.
Vorläufer des heutigen Brunnens war im Mittelalter auf dem Kirchplatz der Antoniusbrunnen, der als Münsters bekanntester Brunnen galt. Dieser wurde als „Swinetaeonken“, übersetzt „Schweinetürmchen“, bezeichnet. Er wurde 1833 abgerissen und später durch eine Schwengelpumpe ersetzt. In einer Münsteraner Chronik aus dem Jahr 1836 ist zu lesen: „Das vor drei Jahren abgebrochene Schweinetürmchen an der südlichen Seite des Lambertikirchhofs war eigentlich ein Brunnenhaus, in dem eine Glocke hing, mit der bei außerordentlichen Gelegenheiten, insbesondere beim Beginn des Schweinemarktes geläutet wurde.“
Ein neuer Brunnen wurde an anderer Stelle auf dem Kirchhof 1909 vom Münsteraner Bildhauer Heinrich Bäumer errichtet und zeigt Reigenspielende Kinder. Bäumer soll spielende Kinder, die sich häufig auf dem Kirchhof aufhielten, in seine Werkstatt gerufen haben, um sie zu modellieren.

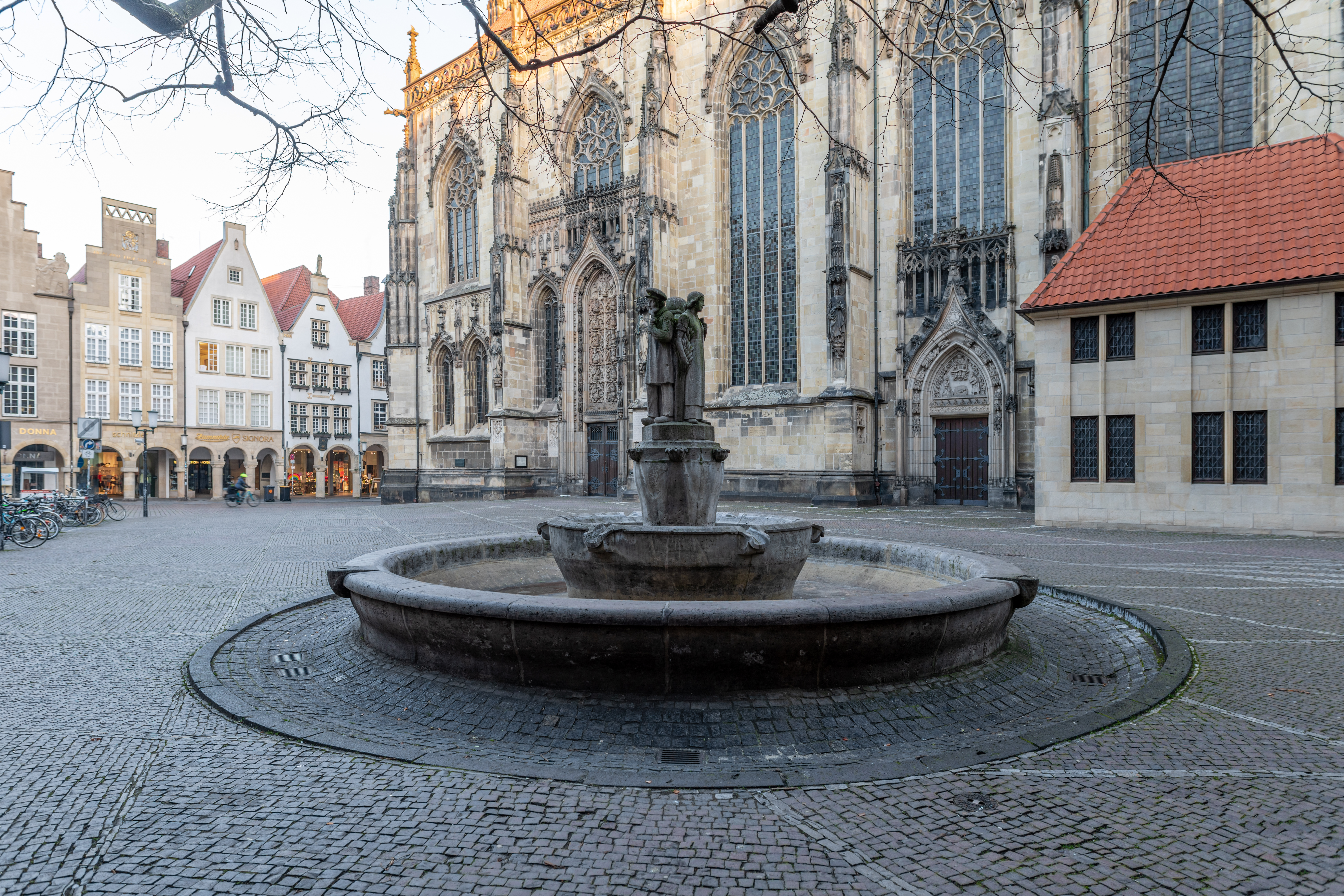
Lambertibrunnen (2021)

Der Brunnen wurde im Zweiten Weltkrieg zerstört. Bäumer modellierte erneut die bäuerliche Figurengruppe für den Mittelpunkt eines neuen Brunnens. Nach seinem Tod am 20. Dezember 1951 stellte sein Sohn Heinrich Bäumer bis 1956 die Nachbildung erneut in Form eines Schmuckbrunnens fertig. Der Sockel des Brunnens trägt als Inschrift den Text des Lambertusliedes: „Der Herr, der schickt den Jäger aus, er soll die Birnen schmeißen! Jäger will keine Birnen schmeißen, Birnen woll'n nicht fallen, der Jäger will nicht sammeln und kommt auch nicht nach Haus, und kommt auch nicht nach Haus!“
Der Brunnen stellte in den 1970er und 1980er Jahren einen Szenetreff für Jugendliche dar. Zunächst wurde er von Hippies aufgesucht, später von Punkern, im weiteren Verlauf vor allem mittags an Samstagen von Schülern aus dem gesamten Stadtgebiet. Der Treffpunkt verlor seinen Reiz, als er Ende der 1980er in einem Reiseführer als solcher ausgewiesen wurde und sich zur Touristen-Attraktion wandelte.
Die Pflasterung des Kirchplatzes wurde Ende Juli 1965 zwischen Brunnen und Altem Steinweg erneuert. Dabei wurde das ursprüngliche Kreuzmuster wiederhergestellt, das an den ehemaligen Friedhof erinnert, der sich an dieser Stelle befand.

## Geschichte

### Vorgängerbauten
Um 1000 gab es unweit des damaligen (ersten) Münsteraner Paulusdoms in der Kaufmannssiedlung vor der Domburg eine Holzkirche. Kurz vor 1100 entstand eine Steinkirche, die wohl 1125 zerstört wurde, und um 1150 eine einschiffige gewölbte romanische Kirche. Um 1170 erhielt Münster das Stadtrecht. 1189 erfolgte die Aufteilung der Pfarrei der bestehenden Stadt- und Marktkirche, indem St. Ludgeri und St. Aegidii und vielleicht auch schon St. Martini von ihr abgetrennt wurden. Im Jahr 1270 wurde eine gotische dreischiffige Hallenkirche errichtet. Von den beiden steinernen Vorgängerbauten aus romanischer Zeit blieb bis ins 19. Jahrhundert der Westturm erhalten. Zunächst nur 17 m hoch und mit einfachen Klangarkaden ausgestattet, wurde er um 1150 um zwei gegliederte Geschosse auf 21 m erhöht. Mit dem Hallenkirchenneubau ab 1270 verband sich eine weitere Turmerhöhung, nun schon auf 40 m, mit architektonisch klar gegliederten Außenflächen. In diesem, dem vorletzten Geschoss des alten Turms fand sich eingemauert ein jüdischer Grabstein von 1302, der während des Pogroms von 1350 abgeräumt worden war.

### Heutige Kirche
Die Errichtung des heutigen Kirchengebäudes erstreckte sich über die Zeit von 1375 bis 1525. Baumaterial war der in den benachbarten Baumbergen anstehende Baumberger Sandstein. Der jetzige Bau wurde nach Grundsteinlegung im Jahr 1375 mit dem 1422 fertiggestellten Chorbau begonnen, bis 1448 folgte die südliche Chorkapelle als ein achteckiger Zentralbau mit eigenem Portal. Das Hallenlanghaus entstand in mehreren Ausbaustufen ab 1450. Von den drei spätgotischen Portalen ist das hohe Südwestportal mit seiner Reliefdarstellung der Wurzel Jesse das aufwendigste (Original in der Skulpturensammlung in Berlin). Das großzügig angelegte Kirchenschiff  wurde erst 1525 zusammen mit dem Chorraum mit spätgotischen Netz- und Sterngewölben eingewölbt. Das Netz- und Sterngewölbe „wächst aus den schlanken Pfeilern wie das Wipfelgeäst aus glatten Baumstämmen.“
Zunächst war vorgesehen, zusammen mit dem spätgotischen Kirchenneubau anstelle des mehrfach erhöhten Westturms einen der neuen Kirche angemessenen Turm zu errichten, aus Kostengründen kam dies jedoch nicht mehr zustande. Der Turm erhielt stattdessen um 1500 ein weiteres Glockengeschoss, das den Turm nun auf 50 m Mauerhöhe brachte, sowie seinen charakteristischen Spitzkuppelabschluss, der bis ins 19. Jahrhundert erhalten blieb.

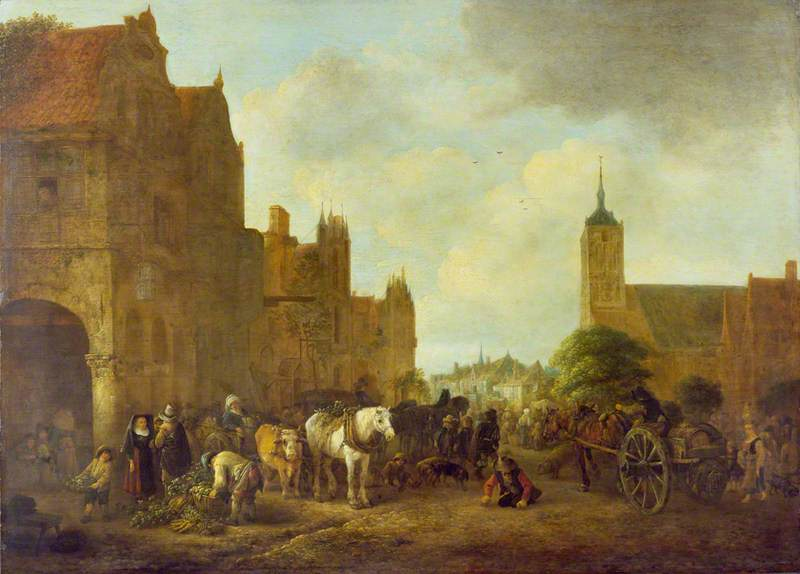
Gemälde von Isaac van Ostade (um 1645)

St. Lamberti gilt nach der Wiesenkirche in Soest als Höhepunkt in der Entwicklung der westfälischen Hallenkirche in der Spätgotik. Ein entscheidender Einfluss ging von der konservativen Bauhütte des Kölner Doms unter Michael von Savoyen aus, wobei die hochgotischen Formen im Maßwerk mit den modernen spätgotischen Fischblasenfigurationen aus der Bauhütte Peter Parlers am Prager Veitsdom kombiniert wurden.
Die während der Täuferunruhen in den 1530er-Jahren vernichtete liturgische Ausstattung der Lambertikirche wurde nach 1535 erneuert. 1550 wurde die Neuerrichtung eines (nicht erhaltenen) Sakramentshauses an Johann Brabender in Auftrag gegeben, der bereits die Kreuzigungsgruppe am Nordwestpfeiler des Turms ausgeführt hatte. Die eigentliche Neuausstattung der Kirche im Sinne der Gegenreformation erfolgte unter dem Münsteraner Weihbischof und Pfarrer an St. Lamberti Nikolaus Arresdorf, der während seiner Amtszeit als Weihbischof bischöfliche Amtshandlungen bevorzugt in der Lambertikirche ausübte. Zwischen 1602 und 1609 schuf der Münsteraner Bildhauer Johann Kroeß den Zyklus der Chorfiguren. Wie im Chor des Kölner Doms wurde eine Folge der zwölf Apostel dargestellt, im Zentrum standen die (zerstörten) Statuen von Maria und Christus. Der Oktogonraum der südlichen Chorkapelle erhielt die Statuen der vier lateinischen Kirchenväter: Ambrosius, Augustinus, Hieronymus und Papst Gregor der Große. 1603 gab Arresdorf das Mittelfenster des Chores mit einer Kreuzigungsdarstellung in Auftrag. 1613 errichtete Gerhard Gröninger einen neuen Hauptaltar. Von den Statuen an den Strebepfeilern am Außenbau der Kirche (darunter die beiden Kaiser Karl der Große und Heinrich II.) ist nichts erhalten.

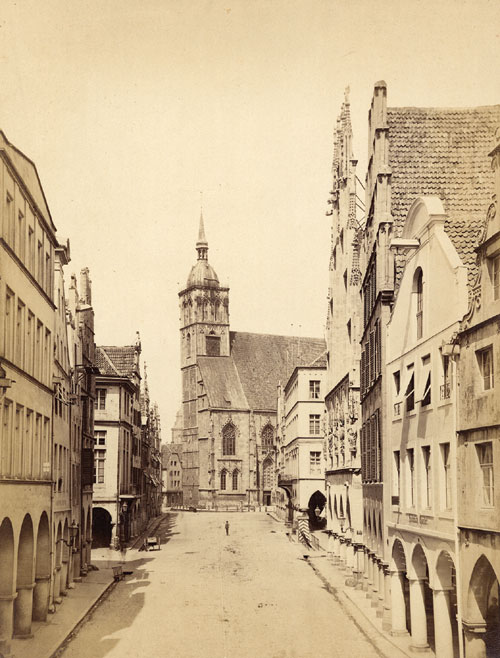
Fotografie aus den 1870er-Jahren, St. Lamberti noch mit dem alten Turm. Schiff ohne Fialen und Maßwerkbalustrade.

Bis Ende des 19. Jahrhunderts hatte sich durch Baumängel an den Fundamenten und die zwischenzeitliche Erhöhung auf das Dreifache der ursprünglichen Höhe der alte Turm nach Westen geneigt und drohte einzustürzen. Denkmalpflegebemühungen zu seiner Rettung scheiterten infolge des einsetzenden Kulturkampfes zwischen der katholischen Kirche und dem preußischen Staat. Mit dem Teilabbruch und Wiederaufbau des Turmes war zunächst 1865 Arnold Güldenpfennig seitens des Bischofs Johann Georg Müller beauftragt worden, doch kam es nicht zu dem Baubeginn. Aus einem Wettbewerb im Jahr 1870 ging zunächst das Projekt von August Rincklake als Sieger hervor. Sein Projekt wie auch die Projekte seiner Konkurrenten hatten sich um die Erhaltung der gewohnten historischen Ansicht bemüht und waren nur in der Frage des oberen Turmabschlusses voneinander abgewichen. 1871 wurde schon mit Hinblick auf einen Turmneubau ein Umbau des Kirchendaches in Angriff genommen. 1887 wurde dann der alte Turm vollständig niedergelegt und ab 1888 der Bau eines neugotischen Turms nach einem Entwurf des Diözesanbaumeisters Hilger Hertel begonnen, der sich ganz bewusst von dem historischen Turm unterscheiden sollte. Bis zu Hertels Tod im Jahr 1890 (eine vollplastische Figur Hertels steht als Konsolfigur im Innern des Turmbaus) erreichte der Turm Kirchenhöhe. Von 1895 bis 1898 vollendete sein Sohn Bernhard Hertel den Turmbau. Der 90,5 Meter hohe Turm mit durchbrochenem Maßwerkhelm gilt als eine verkleinerte Kopie des Turms des Freiburger Münsters. Es gibt auch Ähnlichkeiten mit den 1880 fertiggestellten Türmen des Kölner Doms.
1910/11 schuf Anton Rüller elf am Westportal aufgestellte Statuen. Zwei von ihnen, die Statuen der Evangelisten Lukas und Johannes, haben die Gesichtszüge von Goethe und Schiller.
Bei Luftangriffen im Zweiten Weltkrieg wurden ein Pfeiler des Turmoktogons, das Kirchendach und die Gewölbe der Ostpartien zerstört. Die Glocken waren im Juni 1942 abgehängt worden. Nach Sicherung der Kirche durch ein Notdach 1946 wurden die Kriegsschäden bis 1959 beseitigt. Der Wiederaufbau der Kirche durch Hans Ostermann erfolgte rekonstruierend; nur die neugotische Sakristei wurde in modernen Formen errichtet. Anstelle des stark gegliederten neugotischen Kirchendachs wurde das mittelalterliche Hochdach rekonstruiert.
Im Jahr 1988 erfolgte eine umfassende Sanierung des Kirchturms.
Mit dem Beginn des Kirchenjahres (1. Advent) wurden am 2. Dezember 2007 die Pfarrgemeinden St. Lamberti, St. Ludgeri und Aegidii sowie St. Martini zur neuen Pfarrgemeinde St. Lamberti zusammengelegt. Seit 2019 ist Hans-Bernd Köppen Pfarrer der Innenstadt-Pfarrei St. Lamberti, im Jahr 2022 übernahm er zudem das Amt des Dompropstes am benachbarten St.-Paulus-Dom.

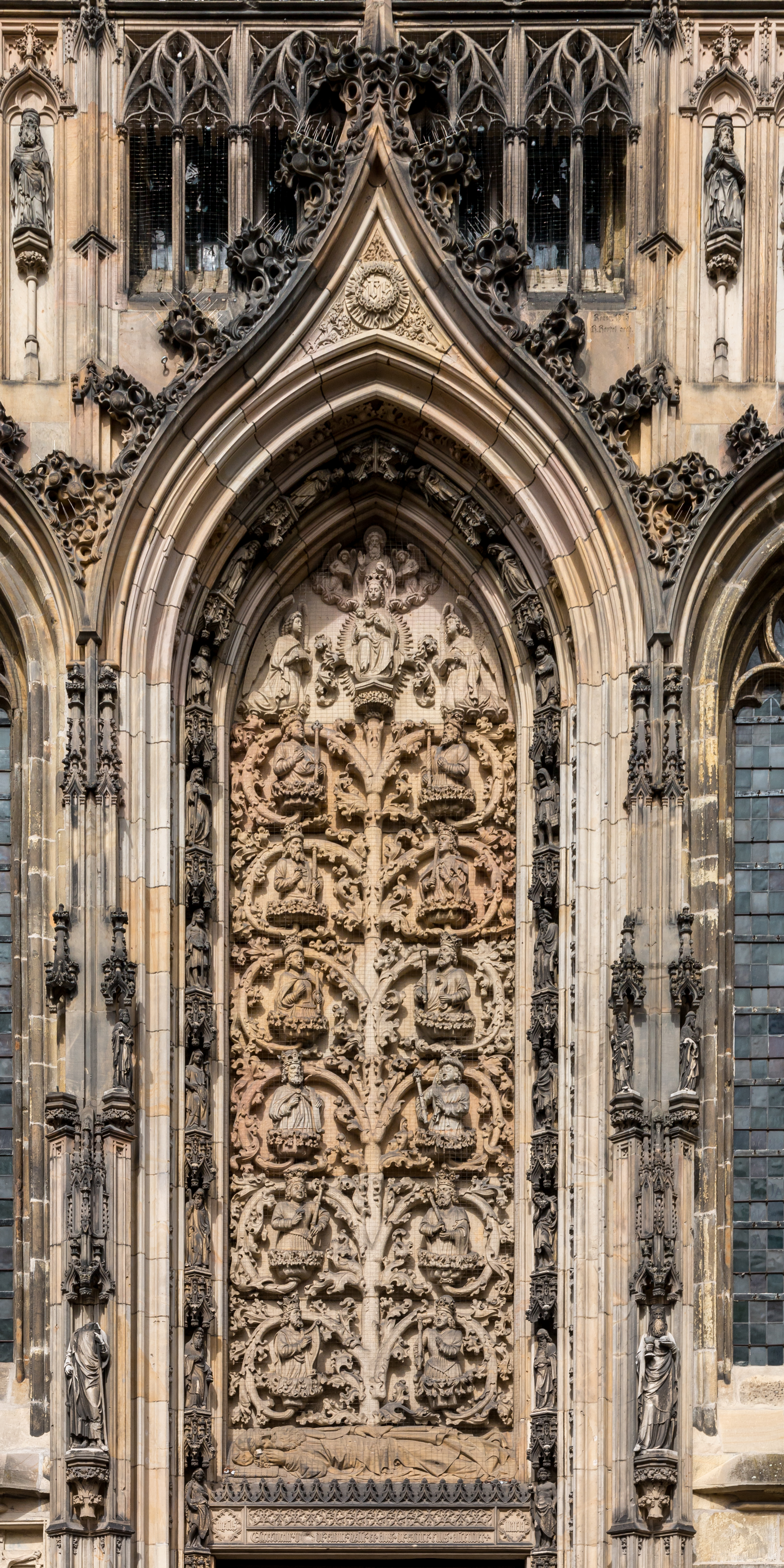
Darstellung „Wurzel Jesse“ am Südportal
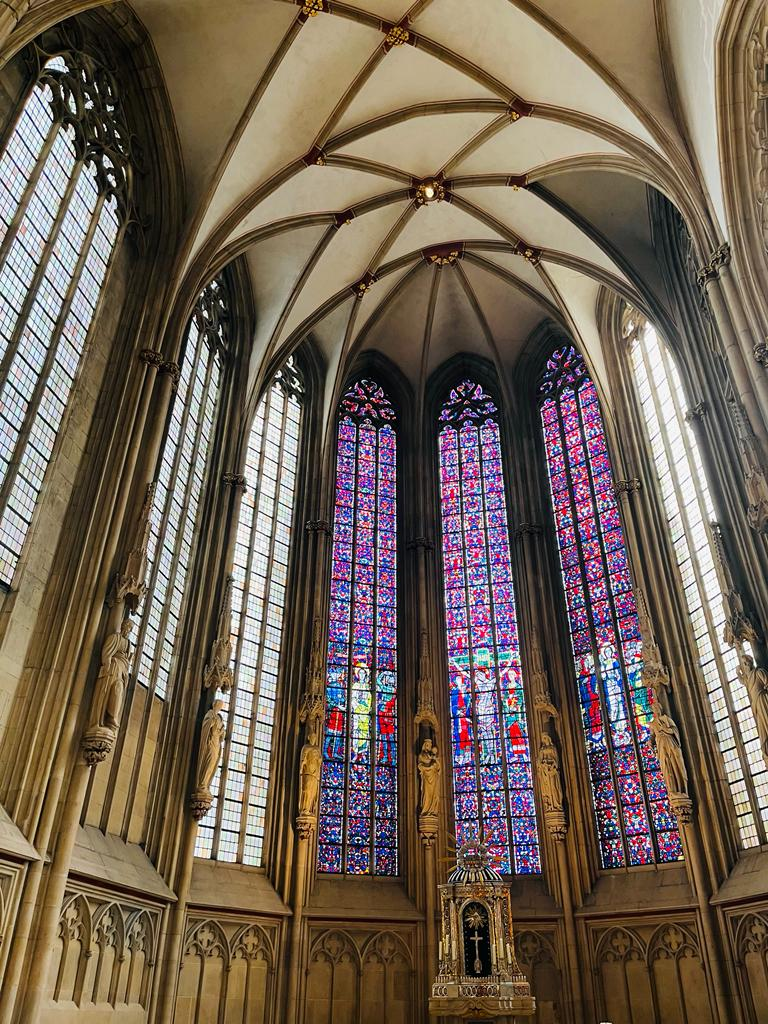
Blick ins Chorgewölbe
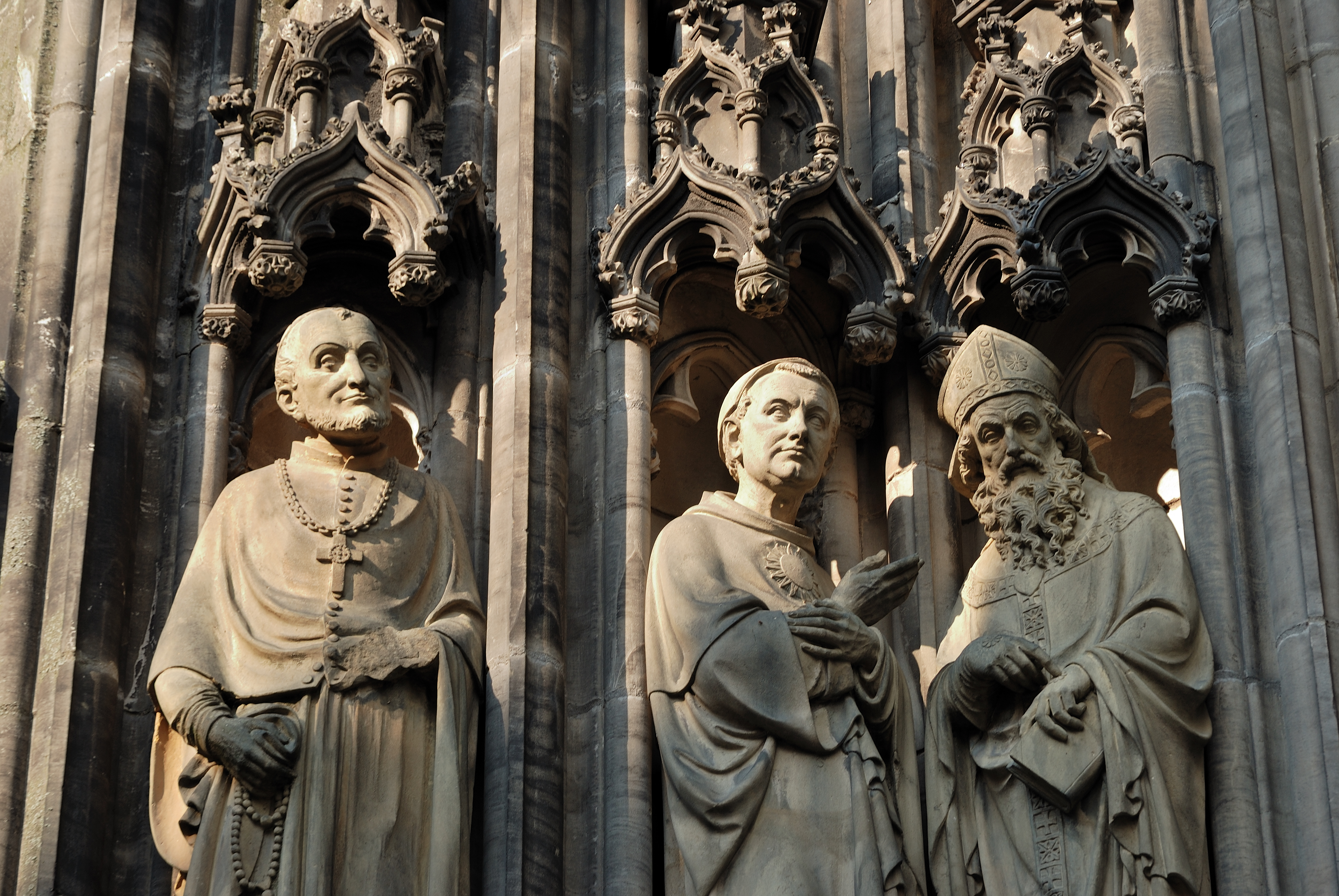
Figuren am Westportal
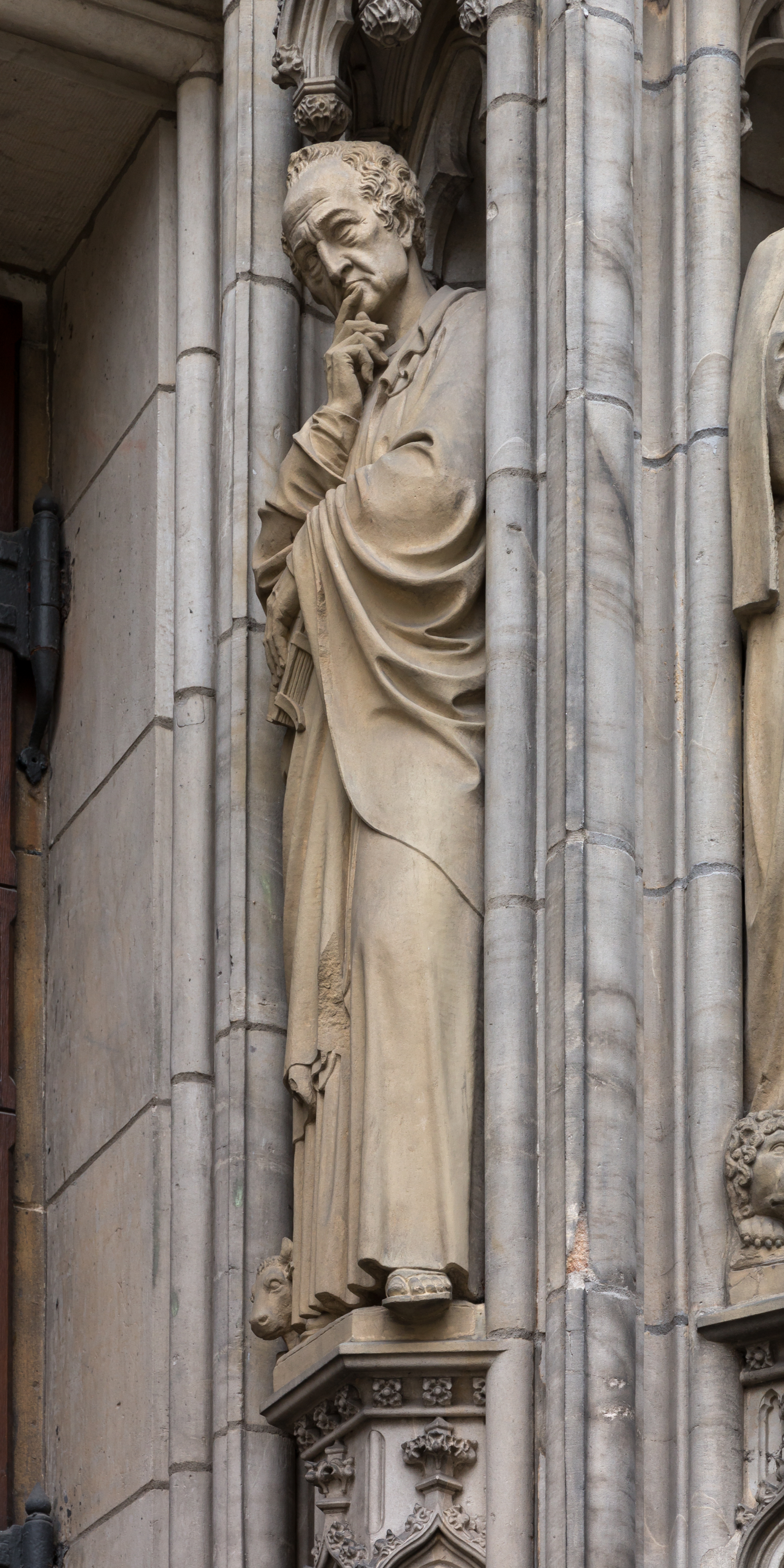
Heiligenfigur Lukas in Gestalt von Johann Wolfgang von Goethe am Westportal
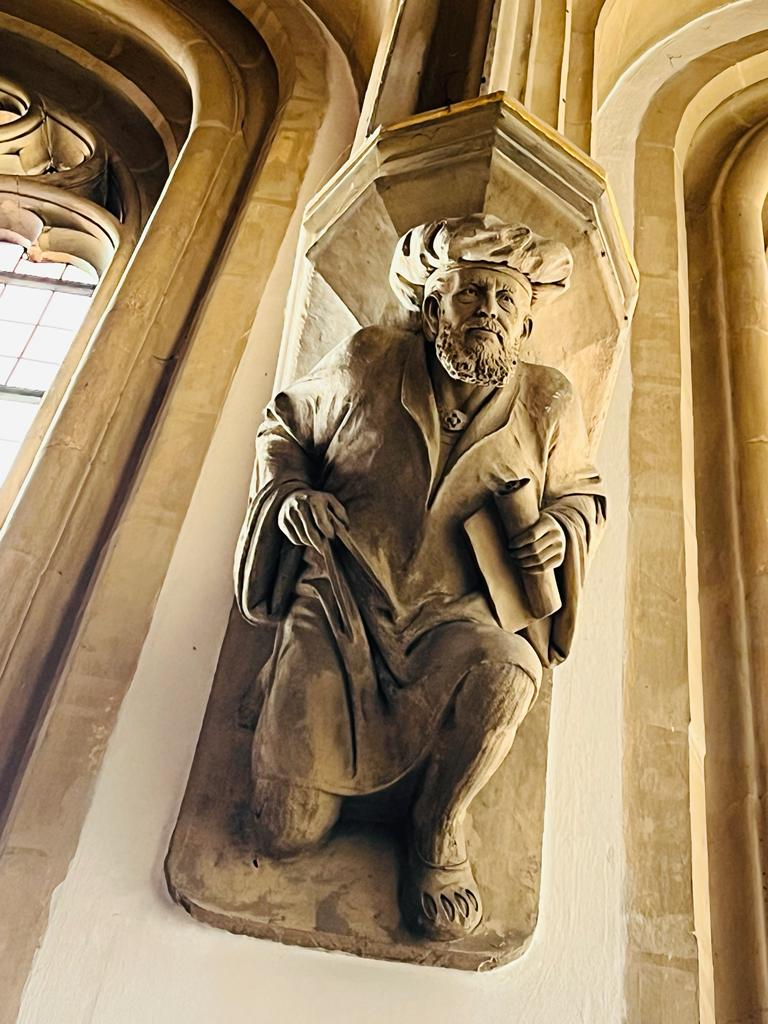
Hilger Hertel als Konsolenfigur
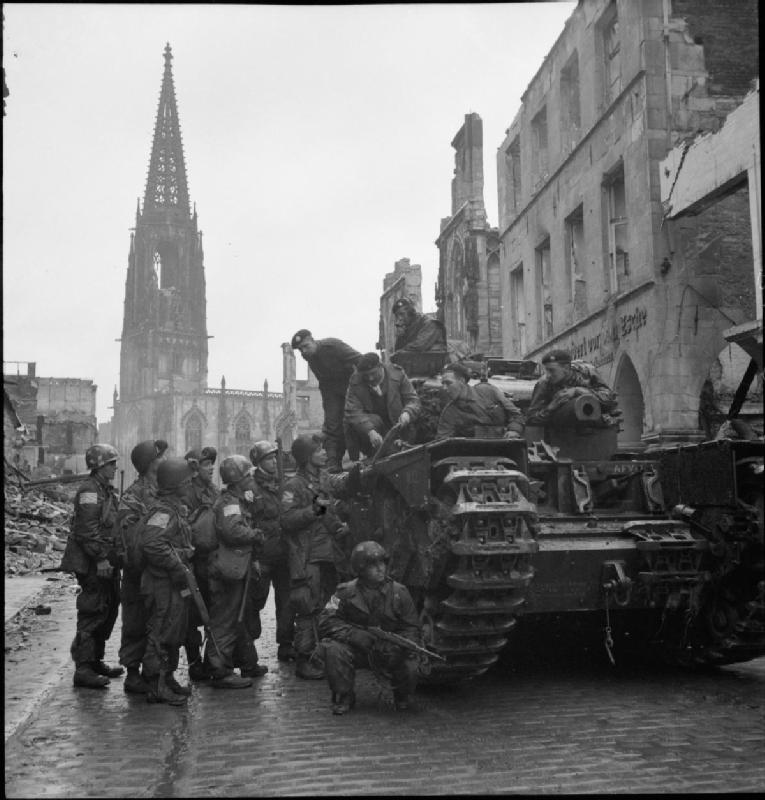
Britische Panzereinheit am 4. April 1945 auf dem Prinzipalmarkt. Im Hintergrund die Lambertikirche mit beschädigtem Turm und zerstörtem Dach.
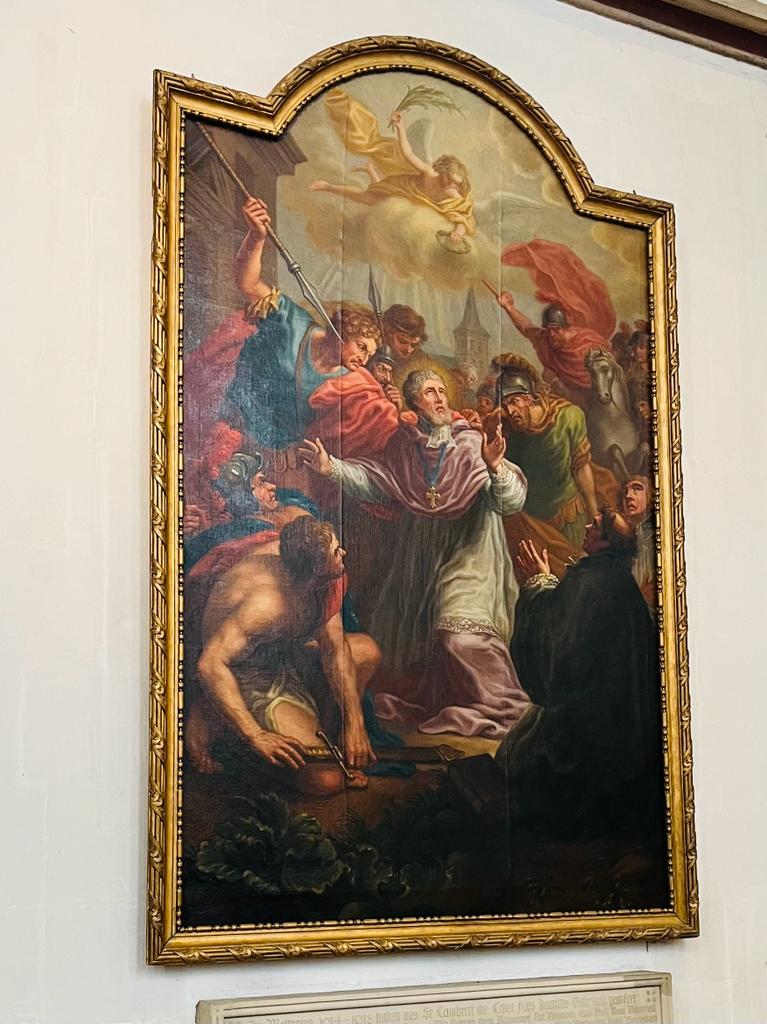
Ehemaliges Altarbild mit dem Martyrium des Lambertus, gemalt um 1790 von Matthias Evens
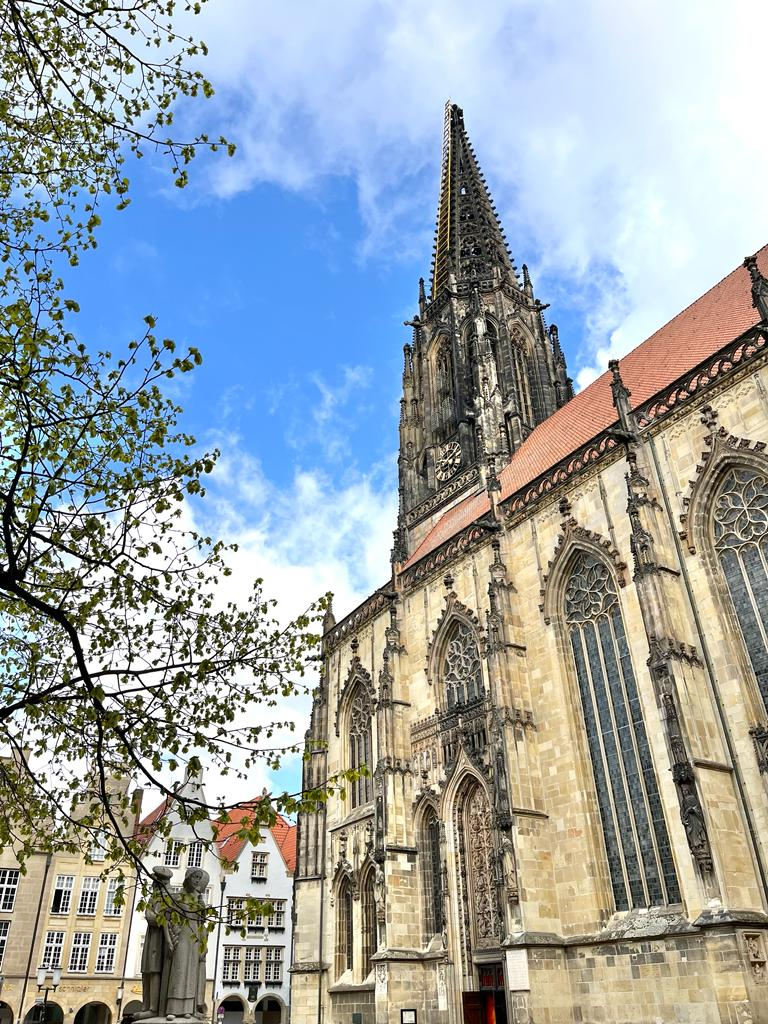
Sankt Lamberti auf dem Lambertikirchplatz

### Predigten von Galens
Von 1929 bis 1933 war Clemens August Graf von Galen, der spätere Bischof von Münster und kurzzeitiger Kardinal, Pfarrer der Gemeinde von St. Lamberti. Als Bischof hielt er 1941 zwei seiner drei Predigten gegen die Aktion T4 des NS-Regimes in der Lambertikirche.

## Täuferkörbe

### Historische Ereignisse

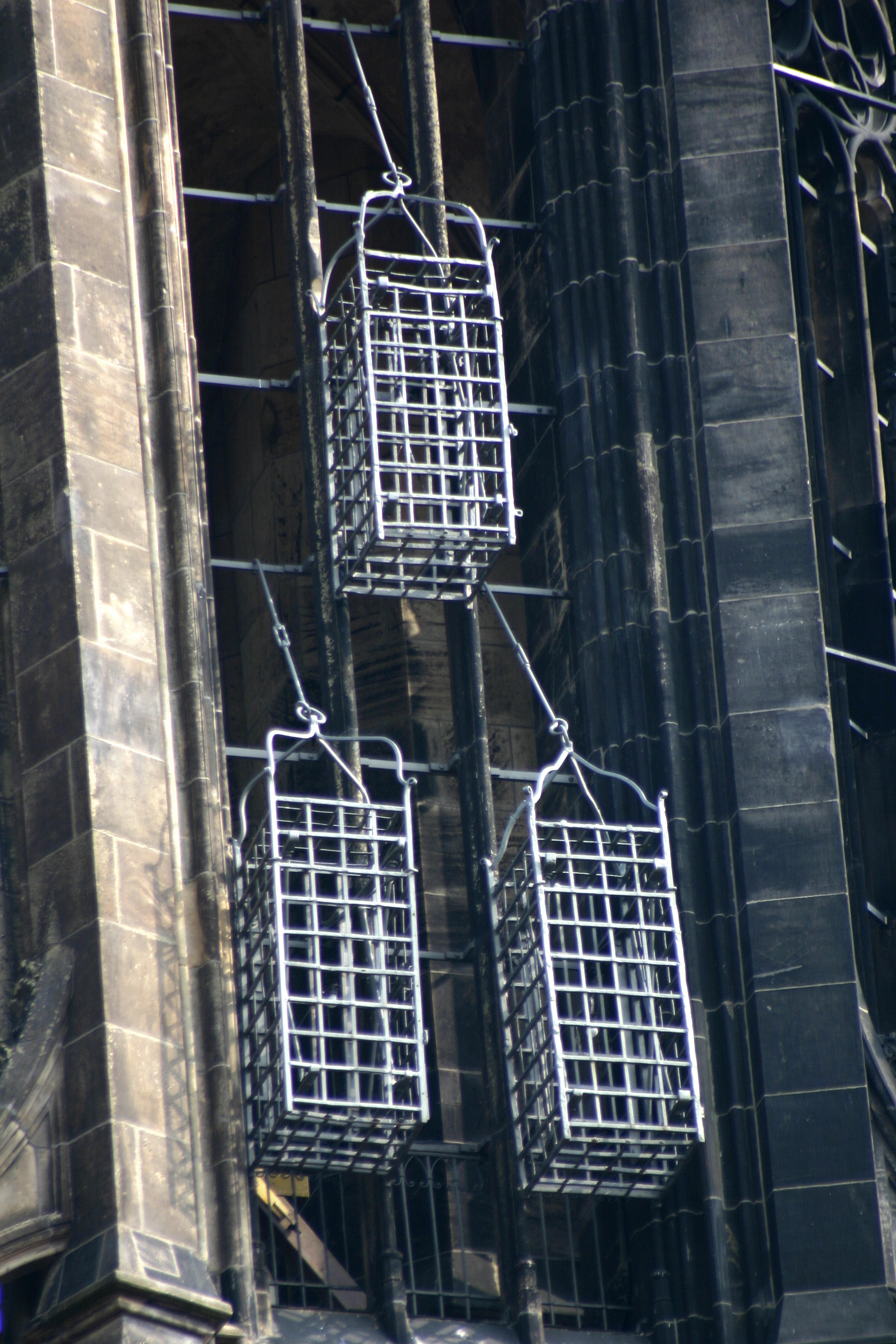
Die originalen Körbe am Turm der Kirche (2006)

Nach ihrer Verurteilung am 16. Januar 1536 erfolgte zu Füßen der Lambertikirche am 22. Januar des gleichen Jahres die öffentliche Marterung und Hinrichtung der drei verbliebenen Anführer des Täuferreichs von Münster, Jan van Leiden, Bernd Krechting und Bernd Knipperdolling. Die Leichen wurden am Turm der Kirche in drei eisernen Körben aufgehängt, „daß sie allen unruhigen Geistern zur Warnung und zum Schrecken dienten, daß sie nicht etwas Ähnliches in Zukunft versuchten oder wagten“. Im oberen der im Dreieck angebrachten Körbe befand sich der Leichnam von Jan van Leiden, im linken von Knipperdolling und im rechten von Krechting. Noch 50 Jahre lang sollen Knochenreste in den Körben zu sehen gewesen sein.
Die Körbe fertigte der Schmied Bertolt von Lüdinghausen in Dortmund im Jahr 1535 an. Ursprünglich sollten sie wohl zum Transport von Gefangenen dienen. Die Dominikaner in Dortmund berichten über den Korb, der für Jan van Leiden hergestellt wurde, dass er „4 Wag Eisen minus 13 talente“ wog, ungefähr 240 kg. Die drei Körbe haben unterschiedliche Maße, so an den Vorderseiten 187 × 78 cm, 187 × 76 cm und 179 × 79 cm.

### 19. und 20. Jahrhundert
Nachdem der alte Kirchturm baufällig geworden war, wurden die Körbe am 3. Dezember 1881 abgenommen. Sie standen während der Bauphase des neuen Turms zeitweise in der Dominikanerkirche in der Salzstraße, wo sie fotografiert und von Otto Modersohn gezeichnet wurden. Nach Fertigstellung des neuen Kirchturmes wurden die Körbe am 22. September 1898 wieder an der Südseite angebracht; 1927 wurden sie restauriert.
Der Turm der Lambertikirche erhielt am 18. November 1944 einen Bombentreffer, bei dem einer der acht Pfeiler zerstört wurde, die das Oktogon tragen. Er riss zwei der drei Körbe mit in die Tiefe, nur der rechte Korb blieb hängen. Alle drei Körbe waren stark in Mitleidenschaft gezogen. Am 20. Juli 1945 wurde der noch verbliebene Korb heruntergelassen, die anderen beiden geborgen und mit der Restaurierung begonnen. Seitdem fehlt der Krabbenschmuck auf den Bügeln der Körbe und die Hängung entspricht nicht mehr der ursprünglichen Aufreihung.

### Nachbildungen
Im Jahr 1888 wurden Nachbildungen der drei Körbe gefertigt, die der Münsteraner Zoologieprofessor Hermann Landois für seine pseudo-historische Sammlung in der Tuckesburg im alten Zoo erwarb. 1982 fanden diese Kopien Verwendung bei einer Ausstellung Das Gottesreich fliegt – der Kunstverein tanzt im Westfälischen Landesmuseum für Kunst und Kulturgeschichte, wofür sie der Künstler Stephan Huber um weiße Segelflugzeugflügel ergänzte. Heute befinden sie sich im Stadtmuseum Münster.

### „Drei Irrlichter“
In den Körben leuchten in den Abendstunden die im Rahmen der Skulptur Projekte 1987 dort von Lothar Baumgarten angebrachten Drei Irrlichter, als „Erscheinung von drei Seelen oder inneren Feuern, die keine Ruhe finden können“.

### Kontroverse
Im Jahr 2013 wurde aufgrund einer öffentlich geführten Debatte in den örtlichen Medien kritisch über die Körbe berichtet. Wurden sie von der Öffentlichkeit teils als „zweifelhafte Attraktion“ und „Symbole brutaler Strafjustiz“ wahrgenommen, so werden sie von Ludger Winner, Pfarrer von St. Lamberti, historisch als „Teil der Geschichte Münsters“ eingeordnet und zur „Mahnung, […] niemals die Humanität zu vergessen“, angesehen. Christoph Spieker, Leiter der Villa ten Hompel, weist darauf hin, dass es den Käfigen gelinge, „auf faszinierende, einfache Weise […] Geschichte darzustellen“, da diese „Erinnerungsarbeit“ leisten, „sie erinnern, was war – und was sich nie wiederholen soll“. Das Münster-Marketing ordnete ein, es erhalte „höchstens einmal im Jahr“ eine kritische Reaktion von Touristen, während die Käfige „für die Masse von Touristen […] einen großen Wert“ besitzen, „da es sich um Original-Geschichte handelt“.

## Ausstattung und weitere Kunstinstallationen
Am Nordpfeiler der Orgelempore befindet sich die hölzerne Plastik Christus am Kreuz, betrauert von Maria und Johannes, die Franz Brabender, einem Sohn von Heinrich Brabender, zugeschrieben wird, nach 1536.
An der Chorseitigen Wand der Sakramentskapelle hängt das 1604 gemalte Jüngste Gericht von Melchior Steinhoff. Das Gemälde ist eine Votivgabe der Familie Heinrich Nyenhaus.
Der neugotische Taufstein aus Sandstein stammt von Hilger Hertel dem Älteren, die Marmorreliefs schuf Wilhelm Bolte.
Die Kanzel aus Sandstein von 1878 wurde ebenfalls von Hilger Hertel dem Älteren entworfen. Heinrich Fleige schuf Skulpturen für die Kanzel, von denen lediglich der heilige Liudger am Aufgang erhalten ist.
Bei einer Begutachtung des für die Lambertikirche nach dem Krieg neu geschaffenen Tabernakels durch Joseph Beuys schlug dieser die Ergänzung einer Antenne auf dem Tabernakeldach vor.
Im Gedenken an den sich zum 350. Mal jährenden Schluss des westfälischen Friedens im Jahr 1998 schuf der Bildhauer Ulf Lebahn seine sogenannte „Friedensarbeit“. Dabei wurde in 360 Stunden 1001 Mal das Wort FRIEDE in Stein geschlagen. Lebahn bearbeitet vier Steine, die in Münster in der Lambertikirche, der Synagoge, der Bürgerhalle vor dem Friedenssaal und in der evangelischen Apostelkirche stehen.
Im Jahr 2022 wurde die südliche Glastür zum Prinzipalmarkt künstlerisch durch René Blättermann gestaltet. Das Kunstwerk trägt den Namen L’Or.
Ebenfalls im Jahr 2022 wurde die sogenannte Himmelsleiter der österreichischen Künstlerin Billi Thanner in zwei Teilen über dem Taufstein im Innenraum der Kirche und am Maßwerk des Lambertikirchturms befestigt. Anlässlich der Olympischen Sommerspiele 2024 wurde diese Kunstinstallation zur Kirche Saint-Eustache nach Paris entliehen.

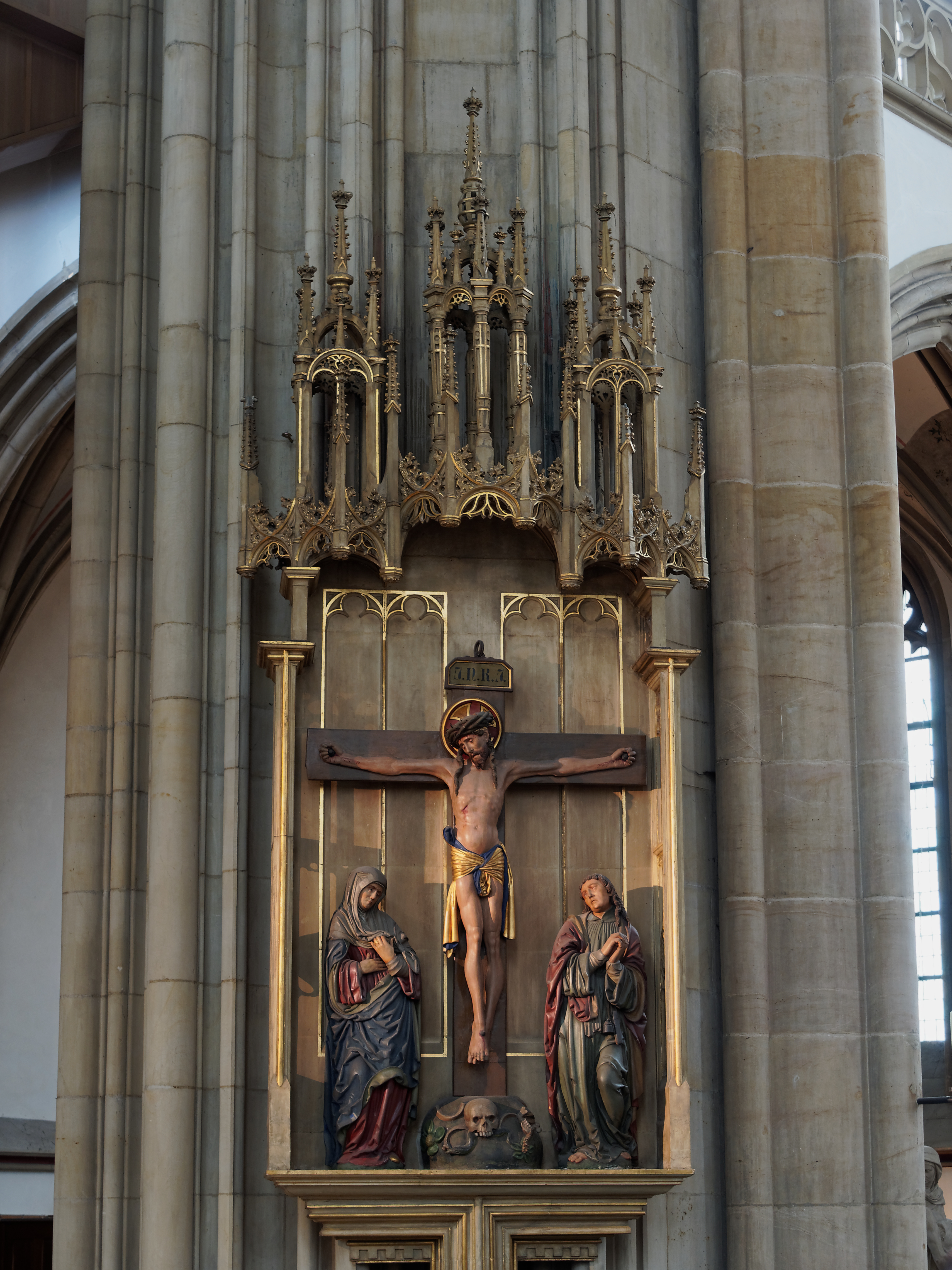
Christus am Kreuz von Franz Brabender
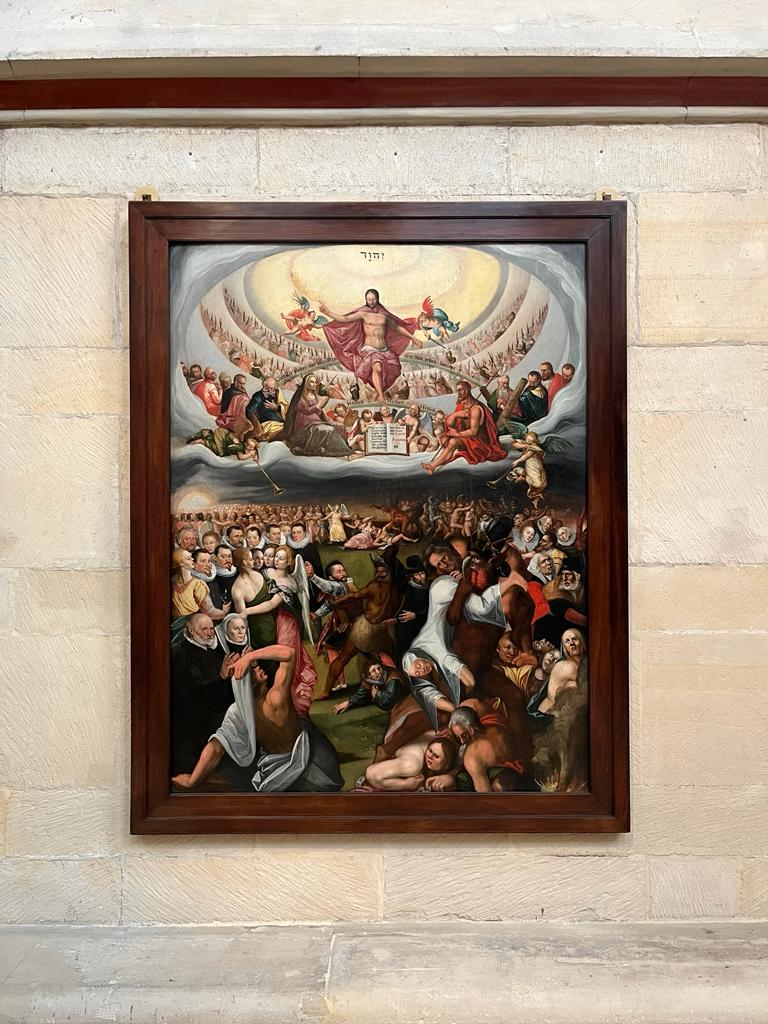
Weltgericht von Melchior Steinhoff
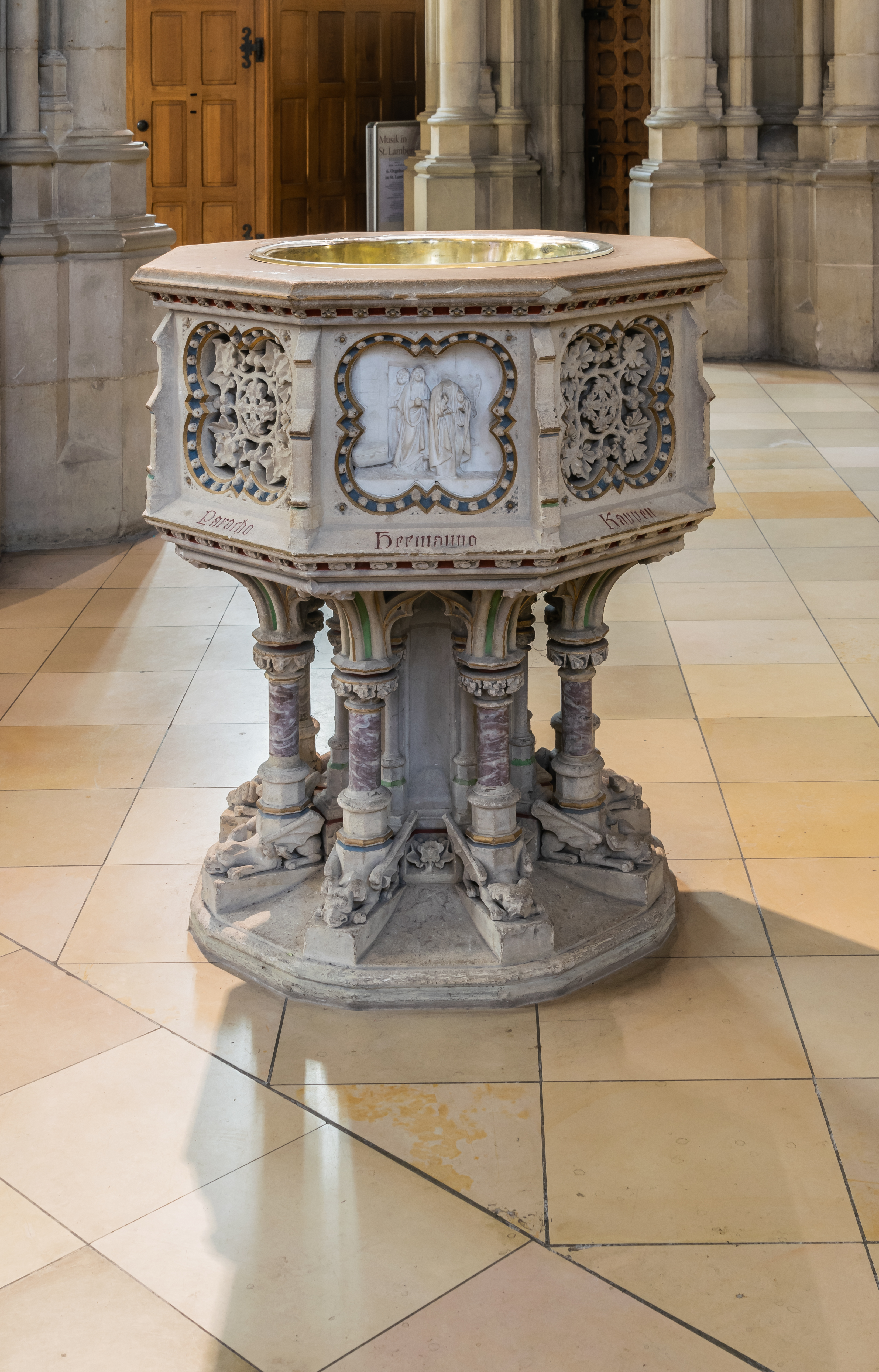
Taufstein
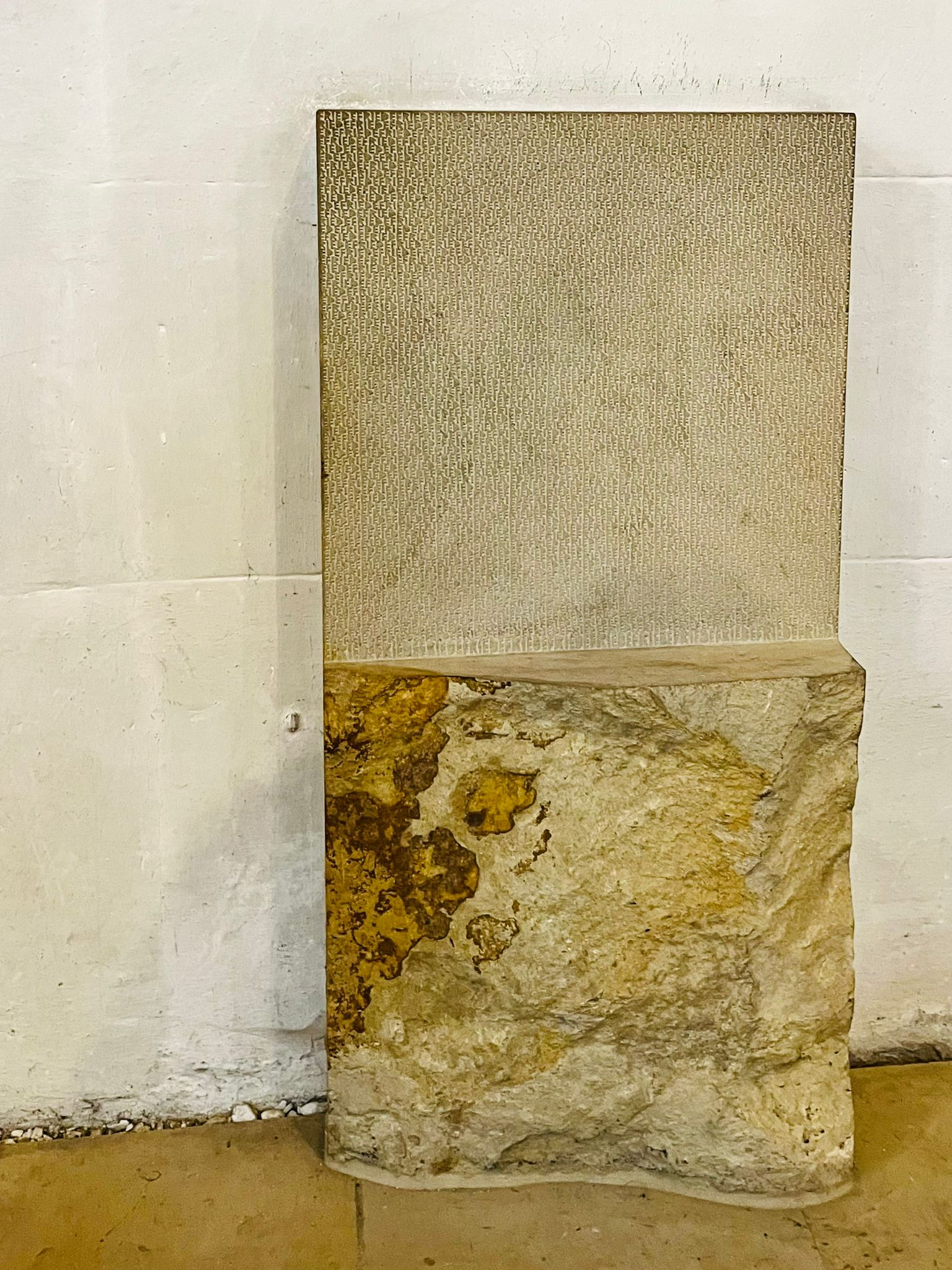
„Friedensarbeit“ im Gedenken an das 350 Jährige Jubiläum des Westfälischen Friedens
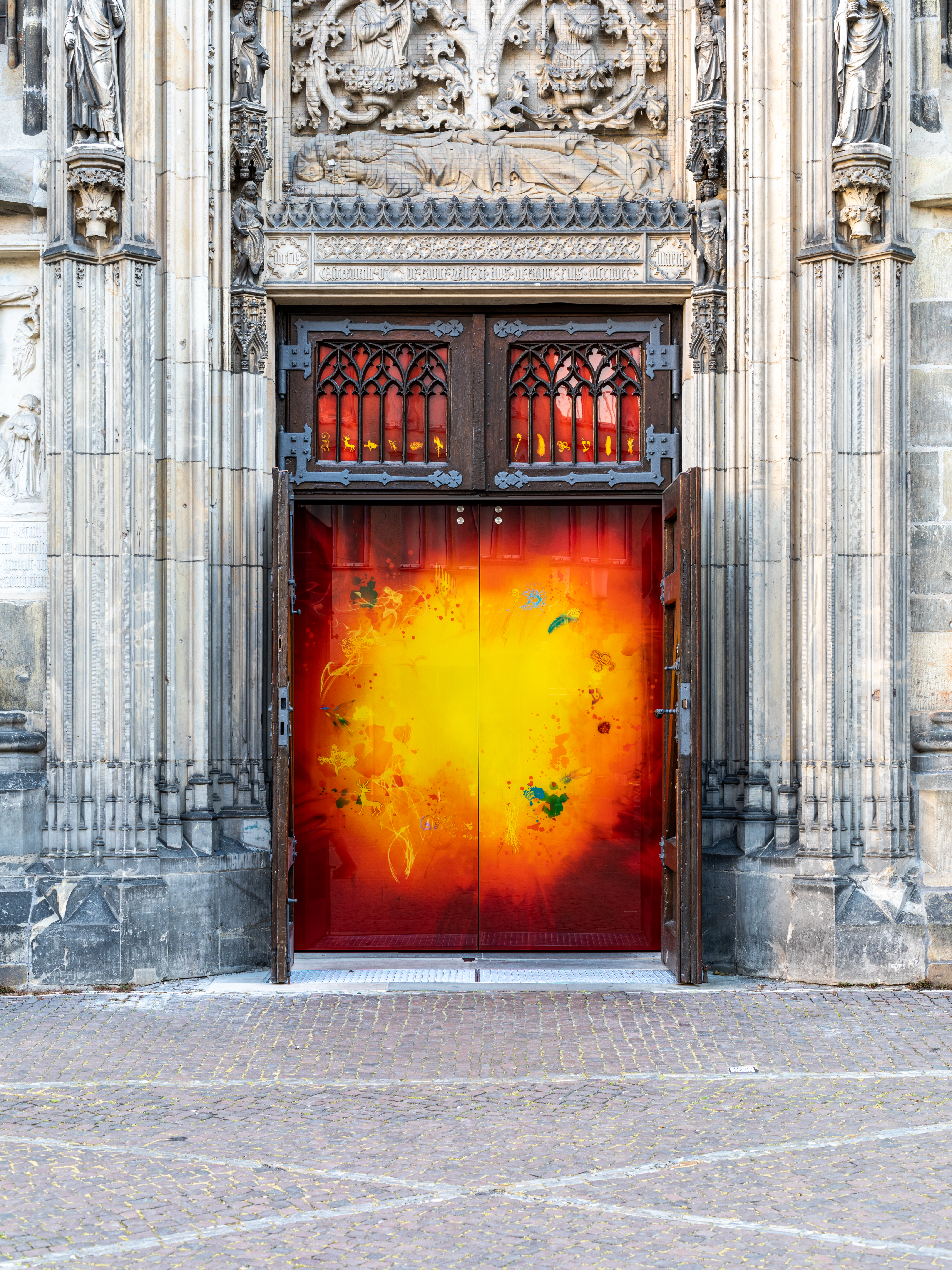
Glaskunstwerk „L’Or“ von René Blättermann am Südportal
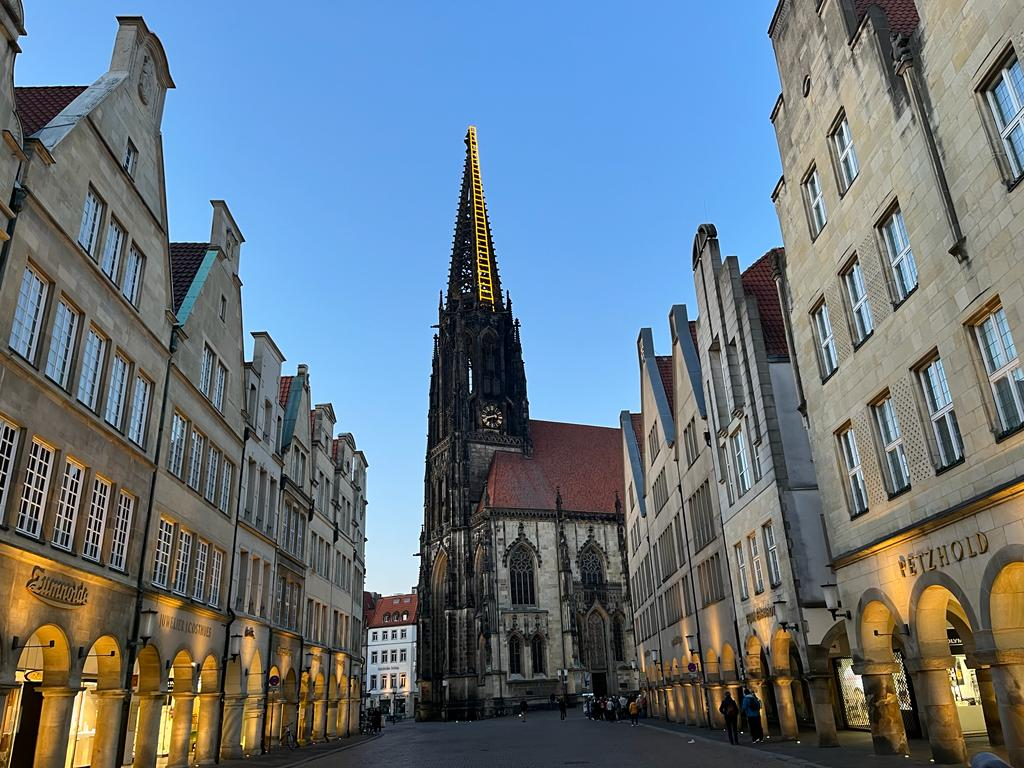
Sankt Lamberti mit der Himmelsleiter von Billi Thanner

## Chöre und Gesang

### „Lamberti Scholars“
Mit den „Lamberti-Scholars“ unterhält die Pfarrei Sankt Lamberti seit 2020 ein Stipendienprogramm für gesangsbegeisterte Jugendliche, die sie über einen Zeitraum von drei Jahren intensiv fördert und begleitet. Neben ausgeprägter Stimm- und Gesangsausbildung veranstalten die „Scholars“ regelmäßige Konzerte und gestalten mindestens einmal im Monat eine Sonntagseucharistie. Seit einiger Zeit werden regelmäßig auch Choral Evensongs nach englischer Tradition veranstaltet. Geleitet werden die „Lamberti Scholars“ von Lambertikantor Maximilian Betz.

### Chöre
Neben den Chorgemeinschaften an der Pfarrkirche St. Lamberti und an der Filialkirche St. Martini ist besonders der Kammerchor Sankt Lamberti hervorzuheben. Wie auch die „Scholars“ singt dieser Chor komplexe musikalische Werke und tritt regelmäßig in der Gestaltung von Gottesdiensten und Konzerten auf.

## Orgeln
Die St.-Lamberti-Kirche hat zwei Orgeln: die große Hauptorgel im Westen, und eine kleine fahrbare Chororgel. Lambertiorganist ist zur Zeit Professor Tomasz Adam Nowak. Er ist Inhaber des Lehrstuhls für Orgel und Improvisation an der Hochschule für Musik Detmold.

### Geschichte
Die Stadt- und Marktkirche St. Lamberti kann auf eine lebhafte Orgelgeschichte zurückblicken. Das früheste Instrument lässt sich für das Jahr 1386 nachweisen. Im 16. Jahrhundert ist der Bau einer Orgel im Jahr 1538 belegt. Ein weiterer (Neu-)Bau eines Instruments wurde wohl um 1580 bzw. 1590 fertiggestellt. Dieses Instrument mit 25 Registern auf drei Manualen und Pedal kam später in die katholische Kirche Alstätte im Kreis Ahaus.
| I Hauptwerk C– |            |    |
| 1.             | Praestant0 | 8′ |
| 2.             | Bardun     | 8′ |
| 3.             | Octav      | 4′ |
| 4.             | Octav      | 2′ |
| 5.             | Mixtur     |    |
| 6.             | Scharff    |    |
| 7.             | Tusin      | 8′ |

| II Oberwerk C– |               |    |
| 08.            | Holpype       | 8′ |
| 09.            | Praestant     | 8′ |
| 10.            | Flöte         | 4′ |
| 11.            | Nasat         | 2′ |
| 12.            | Gemshorn      | 2′ |
| 13.            | Octav         | 1′ |
| 14.            | Rauschzimbel0 |    |
| 15.            | Trompete      | 8′ |
| 16.            | Krummhorn     | 8′ |
|                | Tremulant     |    |

| III Rückpositiv C– |             |    |
| 17.                | Praestant   | 8′ |
| 18.                | Octav       | 4′ |
| 19.                | Spitzflöte0 | 4′ |
| 20.                | Octav       | 2′ |
| 21.                | Flöte       | 1′ |
| 22.                | Sifflöte    | 1′ |
| 23.                | Bärpfeife   | 8′ |
| 24.                | Regal       | 8′ |
| 25.                | Schalmei    | 4′ |
|                    | Tremulant   |    |

1821 übernahm die Pfarre die Orgel der säkularisierten Minoritenkirche, die 1784 von Melchior Vorenweg (1753–1844) aus Menden erbaut worden war. Dieses Instrument wurde zunächst 1867 von dem Orgelbauer Bengesdorf (Albersloh) umgebaut.
| I Unterwerk C– |                      |       |
| 1.             | Flauto traverso (D)0 | 8′    |
| 2.             | Gedackt              | 8′    |
| 3.             | Praestant            | 4′    |
| 4.             | Gedackt              | 4′    |
| 5.             | Quintflaut (D)       | 2 ⁄3′ |
| 6.             | Octav                | 2′    |
| 7.             | Cimbal III           |       |
| 8.             | Krummhorn            | 8′    |
| 9.             | Vox humana           | 8′    |
|                | Glockenspiel (D)     |       |

| II Hauptwerk C– |                 |     |
| 10.             | Bourdon (B/D)   | 16′ |
| 11.             | Principal       | 08′ |
| 12.             | Gedackt         | 08′ |
| 13.             | Viola di Gamba0 | 08′ |
| 14.             | Octav           | 04′ |
| 15.             | Octav           | 02′ |
| 16.             | Mixtur III      | 01′ |
| 17.             | Cimbal II       |     |
| 18.             | Trompet         | 08′ |
| 19.             | Clarinet (D)    | 08′ |

| Pedalwerk C– |            |     |
| 20.          | Subbass    | 16′ |
| 21.          | Principal  | 08′ |
| 22.          | Hohlflaut  | 08′ |
| 23.          | Flautbass0 | 01′ |
| 24.          | Posaune    | 16′ |
| 25.          | Trompet    | 08′ |
| 26.          | Clairon    | 04′ |

Nach dem Neubau des Turms wurde das Instrument von Friedrich Fleiter (Münster) bis 1892 grundlegend umgestaltet, in einem neugotischen Gehäuse untergebracht und mit einer pneumatischen Registersteuerung ausgestattet. Im Jahr 1908 erweiterte Fleiter die Disposition auf 50 Register und stattete das Instrument mit elektrischen Trakturen aus.
Nach Zerstörung dieses Instruments im Jahre 1944 lieferte Rudolf Reuter einen Dispositionsentwurf für eine neue Orgel auf der nördlichen Seitenempore von St. Lamberti. Diesen Entwurf verwirklichte Franz Breil (Dorsten) 1949 allerdings nur teilweise.
| I Hauptwerk C– |                  |     |
| 1.             | Gedackt          | 16′ |
| 2.             | Prinzipal        | 08′ |
| 3.             | Rohrflöte        | 08′ |
| 4.             | Spitzgamba       | 08′ |
| 5.             | Gemshorn         | 04′ |
| 6.             | Rauschpfeife II0 |     |
| 7.             | Mixtur II-IV     | 02′ |
| 8.             | Trompete         | 08′ |

| II Positiv C– |                  |       |
| 09.           | Prinzipal        | 08′   |
| 10.           | Gedackt          | 08′   |
| 11.           | Salizional       | 08′   |
| 12.           | Oktave           | 04′   |
| 13.           | Blockflöte       | 04′   |
| 14.           | Oktave           | 02′   |
| 15.           | Gemsquinte       | 1 ⁄3′ |
| 16.           | Sesquialtera II0 |       |
| 17.           | Scharff IV       | 01′   |
| 18.           | Regal            | 08′   |

| Pedal C– |            |     |
| 19.      | Subbass    | 16′ |
| 20.      | Oktavbass0 | 08′ |
| 21.      | Oktave     | 04′ |
| 22.      | Posaune    | 16′ |

Angesichts der (nachkriegsbedingt) schlechten Materialausführung und mit Blick darauf, dass sich der Standort der Orgel in akustischer Hinsicht als ungünstig erwiesen hatte, verzichtete man auf eine Vollendung des Entwurfs von Reuter und gab 1987 den Bau einer neuen Orgel bei der Berliner Orgelbauwerkstatt Karl Schuke in Auftrag. 1987 stellte Schuke zunächst eine kleine Interims-Orgel in St. Lamberti auf. Das Schleifladen-Instrument hatte zehn Register auf zwei Manualen und Pedal und wurde mit Fertigstellung der neuen Hauptorgel an die Nicolai-Gemeinde in Roxel verkauft.

### Hauptorgel

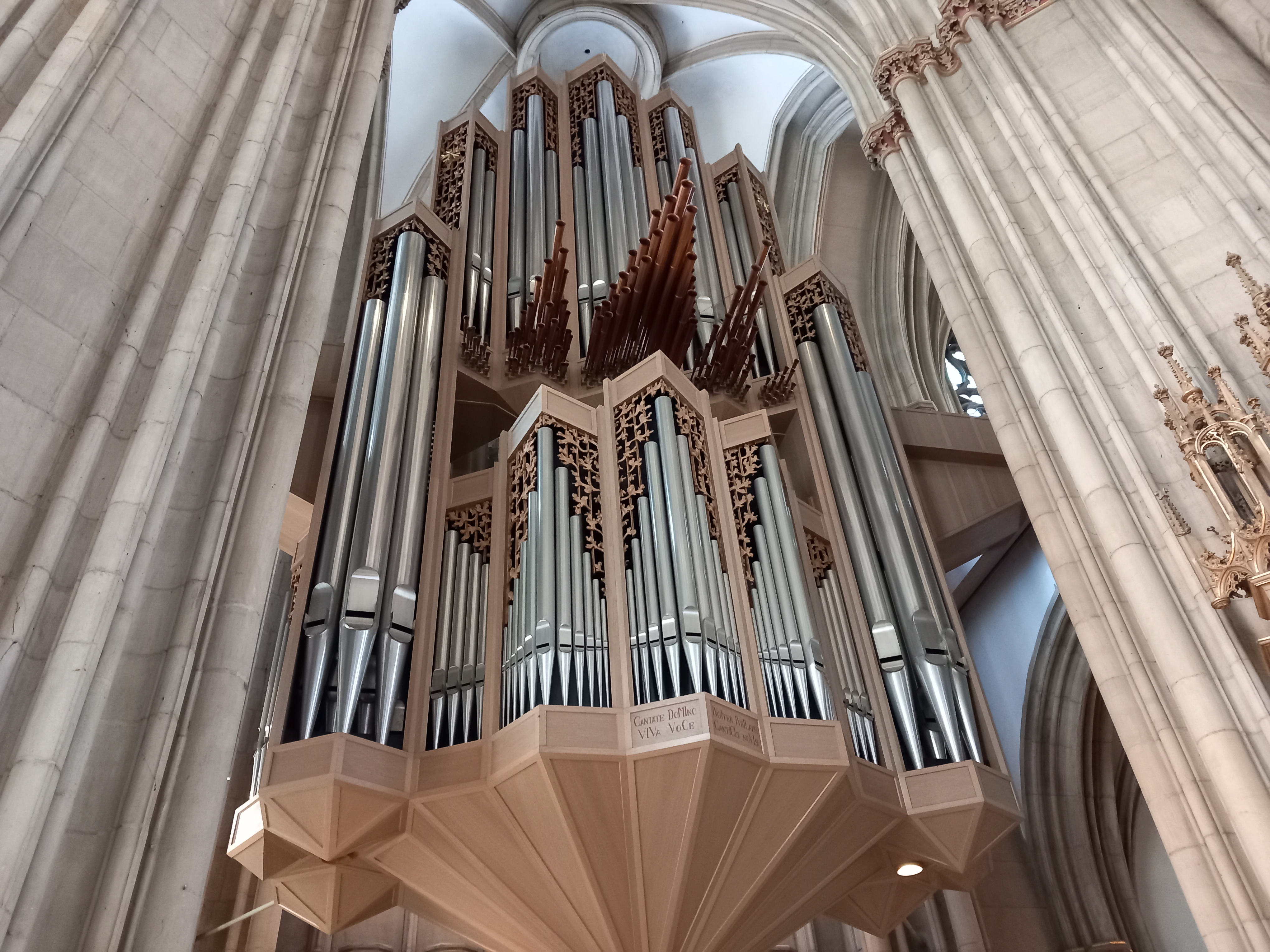
Orgel von St. Lamberti zu Münster

Die neue Hauptorgel wurde nach einem Dispositionsentwurf von Ludwig Doerr (Freiburg) von der Karl Schuke Berliner Orgelbauwerkstatt errichtet und 1989 fertiggestellt.
Das Instrument „schwebt“ im Turmraum der Kirche und ist an einer Brückenkonstruktion befestigt: Zwischen den Pfeilern des Turmbauwerks wurden seitlich (Ost-West-Verbindung) zwei waagerechte Tragebalken eingefügt, von denen jeweils eine Stahlbrücke in den Turmraum führt, an denen das Orgelgehäuse angebracht ist. Vorbild für diese Konstruktion war das Tragwerk der großen Orgel in der Lübecker Jakobikirche. Durch diese Aufhängung im Turmraum kann sich der Klang auch in den Seitenschiffen der Kirche frei entfalten. Die Spielanlage befindet sich inmitten der Orgel, direkt unterhalb der in den Kirchenraum ragenden Trompeteria. Unterhalb der Spielanlage befindet sich das Rückpositiv, oberhalb der Spanischen Trompeten das Hauptwerk und das Schwellwerk, in den Seitentürmen befindet sich das Pedalwerk.
Im Jahr 2006 wurde das Instrument von Schuke generalüberholt und erweitert. Das Hauptwerk erhielt einen Tremulanten, das Pedal wurde um eine Kontraposaune 32′ (Extension der Posaune 16′) erweitert; aus Platzgründen wurde das Pedalregister Untersatz 32' in diesem Zuge außerhalb des Orgelgehäuses auf der Nordempore aufgestellt. Im Schwellwerk (III. Manual) wurden zwei weitere Register (Bordun 8′ und Vox Humana 8′ mit eigenem Tremulanten) aufgestellt, die vom IV. Manual (Trompeteria) aus anspielbar sind. Außerdem wurden Sub- und Superoktavkoppeln eingerichtet. Im Jahr 2008 wurde im Treppenaufgang zwischen Sakramentskapelle und Hochchor ein Glockenspiel mit 30 Röhrenglocken (d0–g2) installiert, das von der Hauptorgel aus anspielbar ist. Die ursprüngliche Funkverbindung wurde später durch eine Festverkabelung ersetzt, da der Mobilfunkverkehr die Funktion beeinträchtigte.
Das Schleifladen-Instrument hat heute 55 Register auf vier Manualen und Pedal. Die Spieltraktur ist mechanisch, die Registertraktur und Koppeln sind elektrisch.
| I Rückpositiv C–a3 |                  |        |
| 01.                | Prinzipal        | 08′    |
| 02.                | Gedackt          | 08′    |
| 03.                | Quintade         | 08′    |
| 04.                | Oktave           | 04′    |
| 05.                | Blockflöte       | 04′    |
| 06.                | Doublette        | 02′    |
| 07.                | Sesquialtera II0 |        |
| 08.                | Larigot          | 01 ⁄3′ |
| 09.                | Scharff IV       | 01′    |
| 10.                | Dulcian          | 16′    |
| 11.                | Cromorne         | 08′    |
|                    | Tremulant        |        |

| II Hauptwerk C–a3 |                      |        |
| 12.               | Prinzipal            | 16′    |
| 13.               | Oktave               | 08′    |
| 14.               | Rohrflöte            | 08′    |
| 15.               | Gambe                | 08′    |
| 16.               | Oktave               | 04′    |
| 17.               | Koppelflöte          | 04′    |
| 18.               | Quinte               | 02 ⁄3′ |
| 19.               | Oktave               | 02′    |
| 20.               | Cornett V (ab f0)    |        |
| 21.               | Mixtur major IV-VII0 | 02′    |
| 22.               | Mixtur minor IV      | 02⁄3′  |
| 23.               | Trompete             | 08′    |
| 24.               | Trompete             | 04′    |
|                   | Tremulant            |        |

| III Schwellwerk C–a3 |                       |         |
| 25.                  | Bordun                | 16′     |
| 26.                  | Holzprincipal         | 08′     |
| 27.                  | Flute harmonique      | 08′     |
| 28.                  | Salizional            | 08′     |
| 29.                  | Voix celeste (ab c0)0 | 08′     |
| 30.                  | Oktave                | 04′     |
| 31.                  | Flute octaviante      | 04′     |
| 32.                  | Nazard                | 02 ⁄3′  |
| 33.                  | Octavin               | 02′     |
| 34.                  | Tierce                | 01 3⁄5′ |
| 35.                  | Mixtur                | 02 ⁄3′  |
| 36.                  | Basson                | 16′     |
| 37.                  | Trompette harm.       | 08′     |
| 38.                  | Hautbois              | 08′     |
| 39.                  | Clairon               | 04′     |
|                      | Tremulant             |         |

| IV. Manual C–a3 |                      |     |
|                 | Trompeteria          |     |
| 40.             | Trompeta magna       | 16′ |
| 41.             | Trompeta real        | 08′ |
|                 |                      |     |
|                 | Soloregister (im SW) |     |
| 42.             | Vox humana           | 08′ |
| 43.             | Bordun               | 08′ |
|                 | Tremulant            |     |

| Pedalwerk C–f1 |                              |     |
| 44.            | Untersatz                    | 32′ |
| 45.            | Principalbass                | 16′ |
| 46.            | Subbass                      | 16′ |
| 47.            | Oktavbass                    | 08′ |
| 48.            | Gedacktbass                  | 08′ |
| 49.            | Choralbass                   | 04′ |
| 50.            | Nachthorn                    | 02′ |
| 51.            | Hintersatz IV                | 04′ |
| 52.            | Kontraposaune (Ext. Nr. 53)0 | 32′ |
| 53.            | Posaune                      | 16′ |
| 54.            | Trompete                     | 08′ |
| 55.            | Trompete                     | 04′ |

- Koppeln
  - Normalkoppeln: I/II, III/II, IV/II, III/I; I/P, II/P, III/P, IV/P
  - Suboktavkoppeln: I/I, III/III (durchkoppelnd), III/II
  - Superoktavkoppeln: III/III (durchkoppelnd), IV/IV, III/II; I/P, II/P, III/P, IV/P
  - Glockenspiel: Glocken/I, Glocken/II, Glocken/III, Glocken/IV, Glocken/P, Glocken Superoktavkoppel (durchkoppelnd)
- Spielhilfen
  - Zimbelstern
  - 4000 Setzerkombinationen

### Chororgel

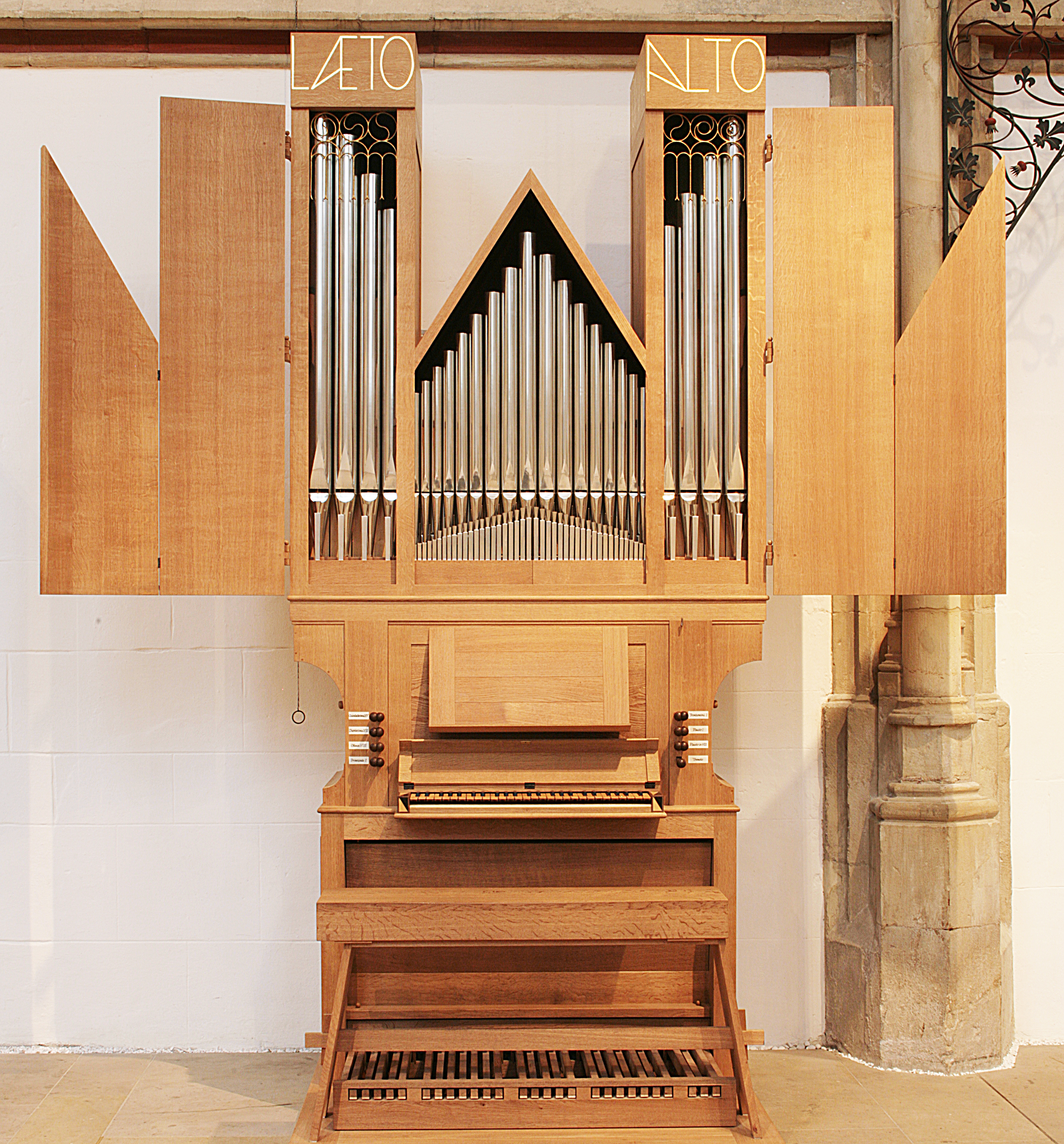
Chororgel (2007)

Die Chororgel wurde 2004 von Johannes Rohlf (Neubulach) erbaut. Sie steht auf einem fahrbaren Podest. Das Instrument ist im klassischen italienischen Stil disponiert. Das Gehäuse orientiert sich an Konstruktionszeichnungen mittelalterlicher Orgeln. Alle Register sind bei c1/cis1 geteilt. Die Orgel hat ein angehängtes Pedal (C-d1).
Die Chororgel hat folgende Disposition:
| Manualwerk C–c1/cis1-d3 |       |
| Principale I            | 8′    |
| Flauto I                | 8′    |
| Ottava VIII (Prospekt)  | 4′    |
| Flauto in VIII          | 4′    |
| Flauto in XII           | 2 ⁄3′ |
| Quinta Decima XV0       | 2′    |
| Tromboncini (Prospekt)  | 8′    |
| Tremulant               |       |

- Anmerkungen:

1. ↑  Kastanienholz.
2. 1 2  Bergfichte, Birnbaum.
3. ↑  Rohrflöte.

## Glocken

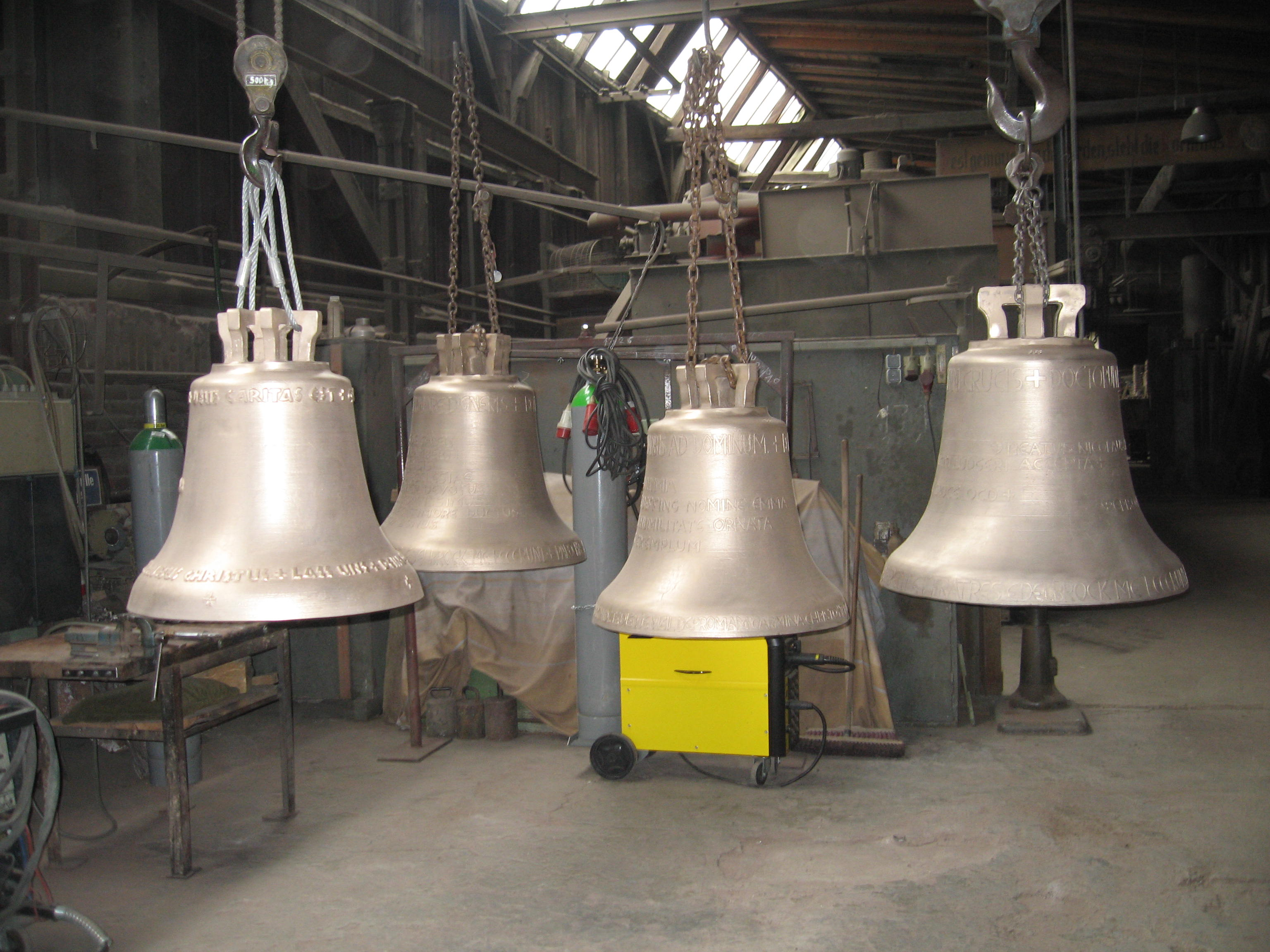
Vier neue Glocken, gegossen am 5. September 2008.

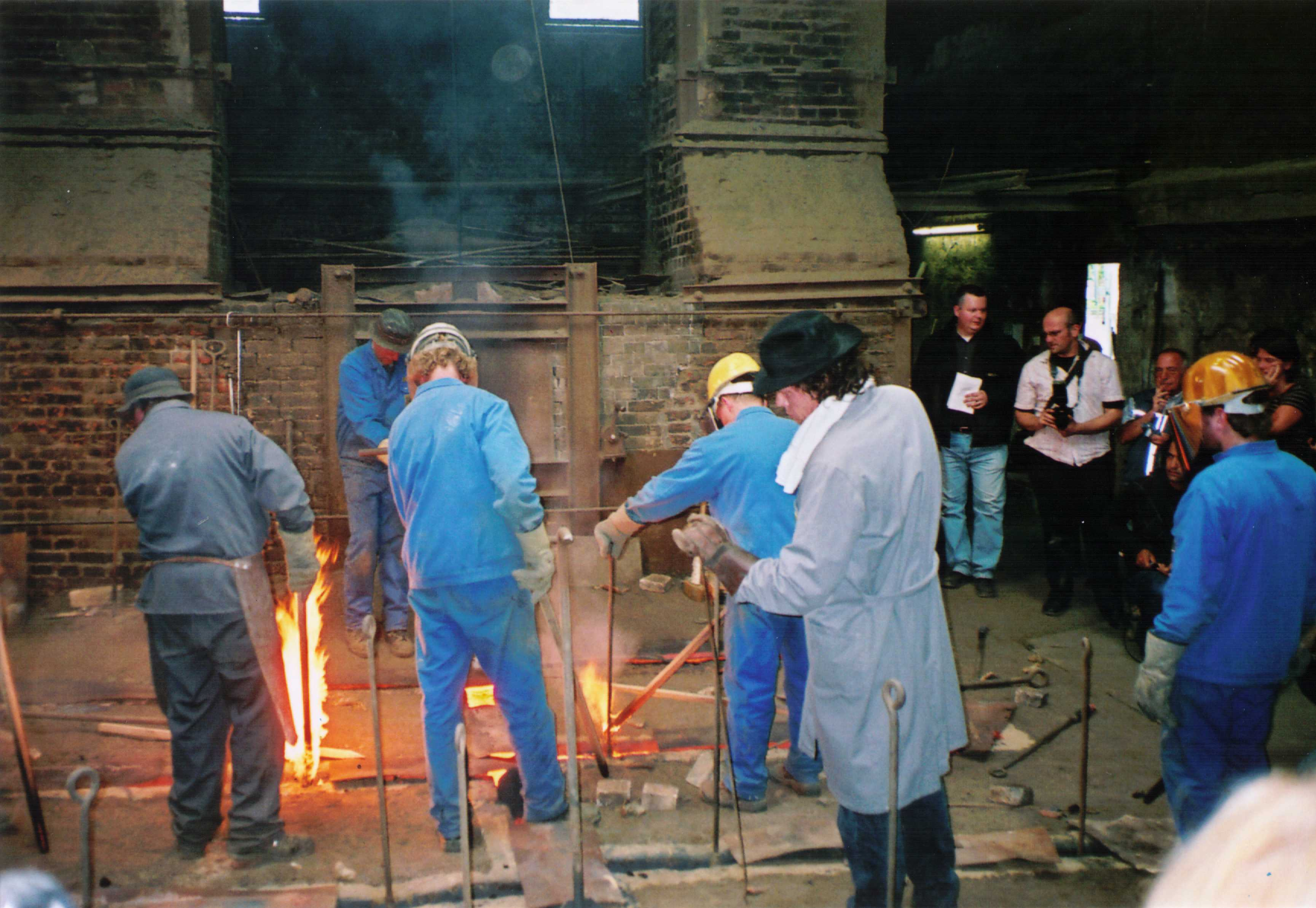
Glockenguss bei Petit & Gebr. Edelbrock am 5. September 2008.

Das Geläut in der Glockenstube ist achtstimmig. Darunter bilden vier Glocken des 15. und 17. Jahrhunderts den historischen Bestand: zwei Glocken von Gerhardus de Wou, eine von seinem Schüler Wolter Westerhues und die Große Katharinenglocke von Henricus Caesem.
Wegen starker Belastung des vierstimmigen Altbestandes und um die verlorengegangenen Glocken zu ersetzen, wurde das Geläut um vier Glocken erweitert. Petit & Gebr. Edelbrock in Gescher gossen sie am 5. September 2008. Am 5. Dezember folgte ein Neuguss der Glocke 4, da sie einen halben Ton zu tief (e1) aus dem Guss gekommen war. Glocke 4 füllte die Klanglücke zwischen den Glocken 3 und 5; mit den Glocken 6 bis 8 wurde eine neue Klangkrone geschaffen. Die vier tiefen Glocken bilden durch den Halbton zwischen den beiden tontiefsten Glocken einen Tetrachord im phrygischen Modus, eine eher seltene Klangkombination. Der alte Stahlglockenstuhl wurde entfernt und durch eine Holzkonstruktion ersetzt. Am 1. März 2009 wurden die neuen Glocken von Weihbischof und Diözesanadministrator Franz-Josef Overbeck geweiht. Am 29. März 2009 – zur Einführung des neuen Bischofs Felix Genn – waren erstmals alle acht Glocken gemeinsam zu hören.
Oberhalb der Glockenstube, im Turmhelm, hängt die städtische Brandglocke (Herman von Essen). Es ist eine kesselförmige Alarmglocke. Ihr Schlagton ist unklar. Sie gehört nicht zum Geläut und kann nicht geläutet, sondern nur angeschlagen werden.

### Bestand
| Nr. | Name                          | Gussjahr | Gießer                  | Masse (kg, ca.) | Durchmesser (mm) | Schlagton (HT-1/16) |
| --- | ----------------------------- | -------- | ----------------------- | --------------- | ---------------- | ------------------- |
| 1   | Lambertus                     | 1493     | Gerhardus de Wou        | 2400            | 1520             | c1 +700             |
| 2   | Große Katharina               | 1617     | Henricus Caesem         | 1750            | 1420             | des1 +100           |
| 3   | Maria                         | 1493     | Gerhardus de Wou        | 1000            | 1195             | es1 +700            |
| 4   | Maria Droste zu Vischering    | 2008     | Petit & Gebr. Edelbrock | 1000            | 1180             | f1 +700             |
| 5   | Kleine Katharina              | 1497     | Wolter Westerhues       | 0450            | 0905             | as1 +700            |
| 6   | Nils Stensen und Edith Stein  | 2008     | Petit & Gebr. Edelbrock | 0450            | 0890             | b1 +700             |
| 7   | Clemens August Graf von Galen | 2008     | Petit & Gebr. Edelbrock | 0350            | 0820             | c2 +700             |
| 8   | Schwester Maria Euthymia      | 2008     | Petit & Gebr. Edelbrock | 0230            | 0710             | es2 +700            |
| I   | Brandglocke                   | 1594     | Herman von Essen        | 1500            | 1355             | ~d1+0 00            |

### Läuteordnung
Eine vorläufige Läuteordnung besteht aus dem Vollgeläut an Hochfesten, einem Sechsergeläut für die Sonntagsmessen und aus dem Geläut der drei kleinsten Glocken für die Werktage. Ferner dient die große Lambertusglocke als Totenglocke, weshalb sie auch zu den Gottesdiensten an Allerseelen zu hören ist. Für das Angelusläuten wird die neue Marienglocke Maria Droste zu Vischering verwendet. Der Uhrschlag erfolgt über die Glocken 3 (Viertelstunden) und 2 (volle Stunden).
| Anlass               | Läutebeginn               | Anzahl Glocken | Glocke 1 | Glocke 2 | Glocke 3 | Glocke 4 | Glocke 5 | Glocke 6 | Glocke 7 | Glocke 8 |
| -------------------- | ------------------------- | -------------- | -------- | -------- | -------- | -------- | -------- | -------- | -------- | -------- |
| Hochfeste            | 15 Minuten vor Messbeginn | 8              | c1       | des1     | es1      | f1       | as1      | b1       | c2       | es2      |
| Sonntage             | 15 Minuten vor Messbeginn | 6              |          | des1     | es1      | f1       | as1      | b1       | c2       |          |
| Werktage             | 15 Minuten vor Messbeginn | 3              |          |          |          |          |          | b1       | c2       | es2      |
| Requiem, Allerseelen | 15 Minuten vor Messbeginn | 1              | c1       |          |          |          |          |          |          |          |
| Angelusläuten        | 12 Uhr                    | 1              |          |          |          | f1       |          |          |          |          |

## Türmer
Die Lambertikirche in Münster zählt neben der Hauptkirche Sankt Michaelis in Hamburg, St. Georg in Nördlingen, dem Blauen Turm in Bad Wimpfen und der Marienbasilika in Krakau zu den wenigen Kirchen in Europa mit einem Türmer. Das Amt eines Türmers in St. Lamberti wird erstmals im Jahre 1379 urkundlich erwähnt. Damit hat Münster eigenen Angaben zufolge den dienstältesten Türmer Europas. Seine Aufgabe war es, die Stadtbewohner vor Gefahren, etwa Bränden, zu warnen. Zeitweise waren mehrere Türmer gleichzeitig angestellt, die den Dienst wechselnd ausübten.
Im Jahr 1923 wurde die Stelle des Türmers aus Kostengründen abgeschafft. Zwischen 1942 und 1950 war der Posten des Türmers aufgrund der Kriegs- und Nachkriegszeit vakant. Heute ist es eine von der Stadt Münster eingerichtete Amtsstelle, die seit 1950 wieder durchgängig besetzt ist.
Aus Namenserwähnungen in städtischen Chroniken ließ sich die folgen Aufstellung der Türmer rekonstruieren.
- 1550: Gordt Hotmar
- 1583: Tonies
- 1590: Melchior
- 1598: Anton Walrave
- 1610: Henrich Cadrians
- 1612: „Der lange Dietrich“
- 1627: Peter
- 1656: Dirk Havemann
- 1694: Fritz König
- 1698: Wilm Neukerk (40 Jahre Türmer)
- 1700: Johann Heumann (zugleich Stadtmusikus, † 1702)
- 1716: Jacob Heumann (zugleich Kapellmeister)
- 1747: Velthues und Adam Geißler
- 1766: Kramer
- 1771: Frihage
- 1781: Gerhard Feseke und Deuter
- 1783: Meyberg und Stubbe
- 1787: Eßmann und Wohrmann
- 1789: Clasing und Schulz
- 1800: Johan Bernard Fersch (* 1758, † 1828)
- 1825: Westarp (Türmer bis 1844)
- 1845: Weiß
- 1846: Bernard Hubert
- 1871: Theodor Paul Meyer
- 1874: Theodor Meier
- 1877: Joseph Kirsch
- 1878: Joseph Sirleke, genannt „Buschkötter“ (zugleich Gastwirt, Türmer bis 1907, * 1823)
- 1907: Rosenhövel (Türmer bis 1911)
- 1912: Gerhard Altepost (Türmer bis 19. Dezember 1922)
- 1924: Gerhard Stüer (Türmer von 31. Dezember 1924 bis zum Tode Mitte April 1942)
- 1950: Karl Greuling (am 1. März 1958 pensioniert)
- 1958: Franz Beiske (Türmer ab 1. Mai 1958, † 26. Juli 1960)
- 1960: Karl Greuling (Türmer von Februar 1960 bis 30. September 1960)
- 1960: Roland Mehring (1. Oktober 1960 bis 30. Juni 1994)
- 1994: Wolfram Schulze (zugleich Antiquar, 1. Juli 1994 bis zum 31. Dezember 2013)
- 2014: Martje Thalmann (seit 1. Januar 2014)

Joseph Sirleke, genannt „Buschkötter“, war von 1878 bis 1907 Türmer und wechselte während des Neubaus des Lambertikirchturms zur Kirche von St. Martini, von der er 1898 nach Fertigstellung des Baus zur Lambertikirche zurückkehrte. Gerhard Altepost musste sein Amt als Türmer am 19. Dezember 1922 aufgrund einer Finanzschwäche der Stadt Münster aufgeben. Nach rund zwei Jahren erfolgte am 31. Dezember 1924 die Wiedereinführung des Amtes mit dem neuen Türmer Gerhard Stüer. Karl Greuling wurde zwar nach acht Dienstjahren im Jahr 1958 pensioniert, übernahm jedoch im Jahr 1960 übergangsweise noch einmal für einige Monate das Amt des Türmers. Roland Mehring übernahm am 1. Oktober 1960 den Posten des Türmers und bekleidete diesen knapp 34 Jahre bis zum 30. Juni 1994, was ihn zu einem der dienstältesten Türmer machte. Er erstand ein Sofa beim örtlichen Möbelgeschäft Althoff, das damit warb, Möbel frei Haus zu liefern, sofern die Lieferadresse innerhalb Münsters lag. Letztlich wurde ihm das Möbelstück kostenfrei in seine Türmerstube geliefert.
Seit dem 1. Januar 2014 ist mit Martje Thalmann erstmals eine Frau als Türmerin tätig. Die vollen und halben Stunden bläst sie abends (außer dienstags) in der Zeit von 21:00 bis 24:00 Uhr auf einem Kupferhorn, einer Replik aus dem Jahr 1949, das das ursprüngliche Instrument aus dem 16. Jahrhundert ersetzt, welches in den Wirren des Zweiten Weltkrieges verloren gegangen ist. Der Klang ist jeweils im Anschluss an den Schlag der Glocken zu vernehmen, zunächst auf der Süd-, dann der West- und schließlich der Nordseite des Turms. Lediglich gen Osten wird kein Signal gegeben, in deren Richtung früher ein Friedhof lag. Ihr Arbeitsplatz, die Türmerstube, befindet sich oberhalb der Glockenebene etwa 75 Meter oberhalb des Prinzipalmarktes und ist über eine Wendeltreppe mit 298 Stufen zu erreichen.

## Trivia

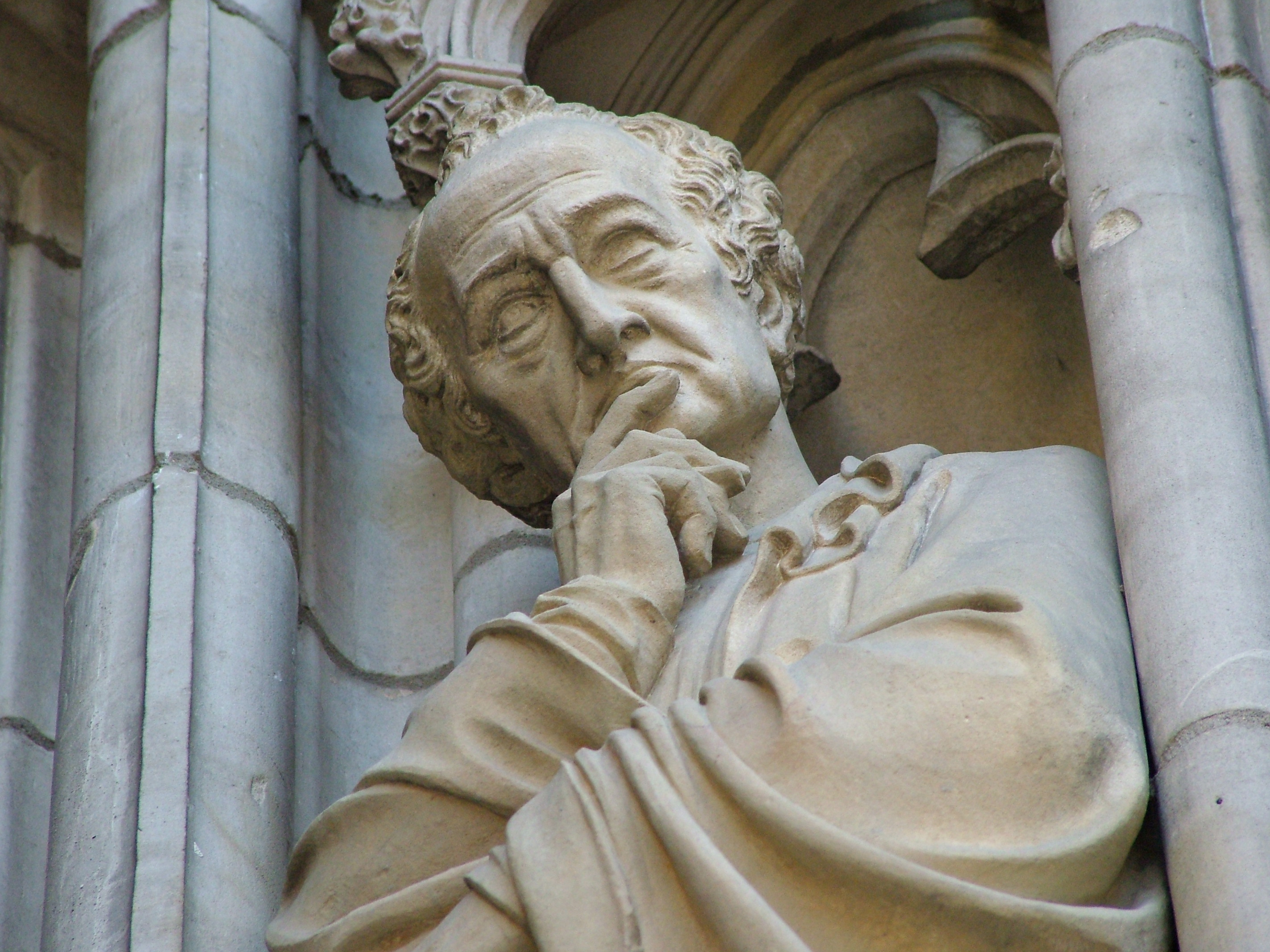
Darstellung Johann Wolfgang von Goethe an der Westfassade (2005)

Die Heiligenfiguren der vier Evangelisten (1911) in den Gewänden des nur selten geöffneten Westportals zeigen den Johannes in der Gestalt von Friedrich Schiller (links) und den Evangelisten Lukas im Aussehen Johann Wolfgang von Goethes (rechts). Goethe besuchte Münster einmalig im Jahr 1792 und traf die Salonnière und Fürstin Amalie von Gallitzin sowie weitere Persönlichkeiten des Münsterschen Kreises, die gemeinsam die Katholische Aufklärung in Münster prägten.
Das West- bzw. Hauptportal ist üblicherweise geschlossen und war zuletzt vom 31. Oktober bis zum 1. November 2017 für eine Lichtinstallation geöffnet.
Der Fernsehkrimi Wilsberg: Die Wiedertäufer (2007) spielt u. a. auf der Lambertikirche.
Im Juni 2024 wurde im Internet ein durch eine Drohne aufgezeichnetes Video veröffentlicht, das zwei Kletterer, die zu einer Gruppe aus den Niederlanden und Polen gehören, beim ungenehmigten und ungesicherten Besteigen der Kirchturms zeigt.